# 阿爾瓦羅·巴贊級巡防艦
阿爾瓦羅·迪·巴贊級巡防艦（英文：Álvaro de Bazán-class frigate），中文通常譯為巴贊級巡防艦，又譯為阿爾瓦羅·巴贊級或艾爾瓦羅·迪·巴贊級等，巨大的桅杆十分醒目，其中便是「神盾系統」，是歐洲第一種安裝此雷達的艦艇，就單艦防空能力來說，是歐洲性能極強的防空巡防艦，具有區域防空能力及反彈道飛彈的偵測能力。

## 設計理念&歷史沿革
在北約90年代巡防艦替換計劃（NATO Frigate Replacement，NFR-90）取消前，德國、荷蘭在1990年簽訂共同開發新一代巡防艦的協議，隨後西班牙也尋求和荷蘭合作研製新一代的防空系統。
1994年1月27日，德國、荷蘭和西班牙國防部長共同簽署三國巡防艦計劃(Trilateral Frigate Cooperation，TFC)的合作發展備忘錄，1995年6月西班牙認為TFC需開發新型主動相位陣列雷達與作戰系統，風險與成本均過高，分配到的工作量亦非所能接受的範圍，遂退出TFC計畫，退出計劃後隨即與美國洛克希德馬丁合作改以神盾戰鬥系統為戰系核心開發新型巡防艦。

### 理念
“巴贊級巡防艦”的建造旨在提升西班牙海軍的防空能力。1980年代的福克蘭戰爭（馬島戰爭）警醒了歐洲各國缺乏防空能力的艦隻在戰爭中只會處於被動位置，不利於制海權的掌握。因此，各國開始關注下一代主力艦隻的對空防禦能力。最終西班牙海軍之中出現了現今的“巴贊級巡防艦”。強大的區域對空防禦系統確保艦隊在缺乏陸基支援的遠洋作時具有相當的自衛能力，有助於鞏固和快速擴大制海權。
另一個目的沿於後冷戰時代歐洲各國開始發展相對獨立的海軍。而蘇聯解體及歐洲科技在1980年代的快速發展，歐洲各國趨向更加獨立的軍事發展以減少北約對自身的制約，所以，這些國家多半在新一代主力艦的設計上加入更強大的能力與實施獨立於美軍的作戰能力。與此同時，大規模戰爭的主要方式改為攻擊外國陸上目標和陸上戰爭。海軍成為了確保西班牙等非核武擁有國的常規威懾能力與軍隊作戰能力的最重要平台。因此，巴贊級可額外搭載約40名特種部隊，提升西班牙向海外快速投放武力的能力。
另外，後冷戰時代的主要作戰要求亦有所改變，由在海上對抗蘇聯龐大的水面及水下艦隊，改為打擊如海盜、走私毒品和恐怖分子等非傳統目標。所以，巴贊級具備多種近程防禦系統，以擊退這些目標。

## 服役歷史
ネームシップであるアルバロ・デ・バサン（F101）は、2005年の遅くに「セオドア・ルーズベルト」空母戦闘群（現 空母打撃群）の一員となるべくペルシア湾に派遣されている。アルバロ・デ・バサンはこの海域でイラクの目標に対するアメリカ軍の攻勢作戦に支援を与えていたという話もいくつかあるが、これは当時のアスナール政権がイラク戦争に対して取っている公的姿勢と相容れないものであり、公式には否定されている。
2008年8月、アルバロ・デ・バサン級フリゲート2番艦のアルミランテ・ファン・デ・ボルボーンは、アメリカ海軍のオリバー・ハザード・ペリー級ミサイルフリゲート「テイラー」、ドイツ海軍のブレーメン級「リューベック」、ポーランド海軍のO.H.ペリー級「ゲネラウ・カジミェシュ・プワスキ」のNATO所属艦艇と共に、黒海での演習のためにボスポラス海峡を通過した。これらは2007年10月時点で既に予定されていた演習だが、南オセチア紛争の当事者であるロシアが情勢への影響に対して懸念を表明した。
2017年10月北約「無畏之盾2017」演習中美國、荷蘭與西班牙海軍艦艇於10月15日同步發射標準三型飛彈（SM-3）、RIM-162飛彈（ESSM）攔截靶彈，首次藉由以水面艦作為防空單位的方式驗證「巧防禦」概念。
10月15日，美軍驅逐艦庫克號驅逐艦以1枚SM-3 Block IB飛彈成功攔截1枚中程彈道飛彈，西班牙「艾爾瓦洛·迪巴贊號巡防艦」與荷蘭皇家海軍特朗普號巡防艦也同時以ESSM攔截反艦巡弋飛彈，特朗普號巡防艦也攔截2枚。
2018年8月西班牙、美國簽署諒解備忘錄，文件內容寫道，門德斯·努涅斯號將加入亞伯拉罕·林肯號航空母艦加強彼此海軍的交流與作業共通性，2019年1月，巴贊級4號艦門德斯·努涅斯號（SPS Méndez Núñez，F-104）為融入美軍作戰體系，先在諾福克海軍基地與亞伯拉罕·林肯號進行混合訓練，訓練完成後門德斯·努涅斯號返航西班牙，待亞伯拉罕·林肯號4月出海後門德斯·努涅斯號在於直布羅陀海峽加入美國海軍亞伯拉罕·林肯號航空母艦和法國海軍戴高樂號航空母艦前往地中海、紅海、波斯灣、印度洋、東海和太平洋等，任務結束後便由美國加州返航西班牙。
2019年6月，胡安·德·波旁號（F-102）與克里斯多福·哥倫布號（F-105）參演北約波羅的海行動演習。

## 設計

阿爾瓦羅·迪·巴贊號（F 101）設計圖

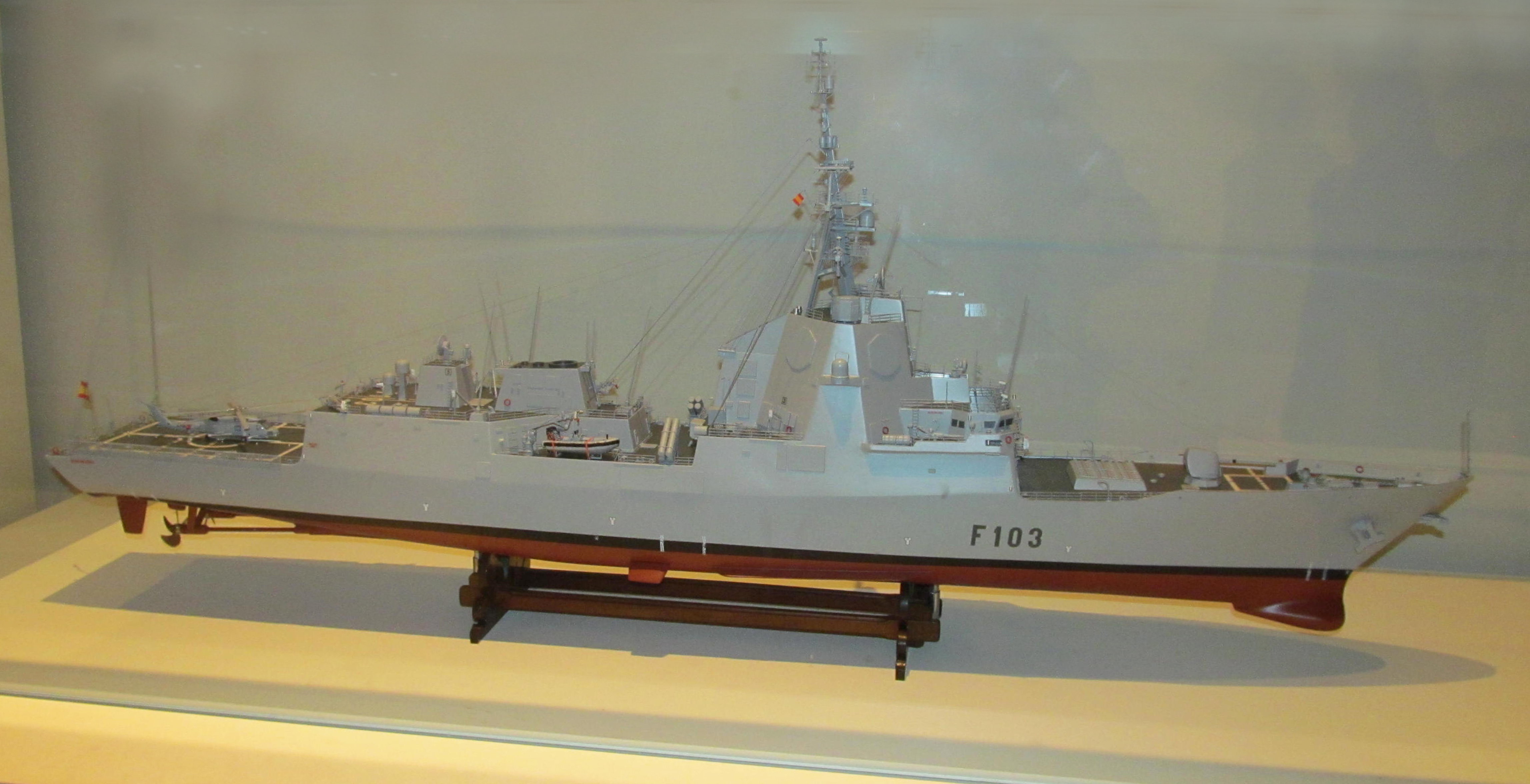
Blas de Lezo號（F 103）設計模型

艦體設計類似於縮小的伯克級驅逐艦，設計階段大量使用電腦輔助設計工具，使用模組化建造，全艦有艦體模組19個、上層結構模組6個和煙囪模組2個，平均各模組約重200噸，另有艦艏聲納外罩以及主桅 ，分段合攏前內部設備便已裝置妥當並完成測試，能加快建造進度。

### 艦體設計
艦體為傾斜造型，刻意避免尖銳稜角降低RCS，主機廢氣排放前透過熱交換系統讓高溫廢氣與外界相對低溫的空氣混和，艦身設有灑水降溫系統以快速降低艦體表面溫度，
靜音：各管路使用彈性接頭，輪機裝備亦裝於彈性基座上以降低降低震動與噪訊，但巴贊級的靜音程度仍不甚適用於專職的反潛作戰（亦是競標澳洲SEA 5000巡防艦計劃失利的原因）。
消磁：配備主動消磁系統，抵銷艦體長期受地磁影響磁化，降低艦體磁訊號。
核生化防護能力：以防火艙壁隔成4個損管控制區，各區擁有獨立的核生化過濾系統、加壓空調，共有5座損管監控站、3座核生化清洗區，擁有內部清洗系統。

### 動力/推進系統
使用CODOG動力方式，裝置2具LM-2500燃氣渦輪發動機和2具柴油機。
推進系統使用雙軸推進和五葉可變距螺旋槳配置，極速28.5節，18節時可持續航行7,150公里。

### 偵蒐/射控系統

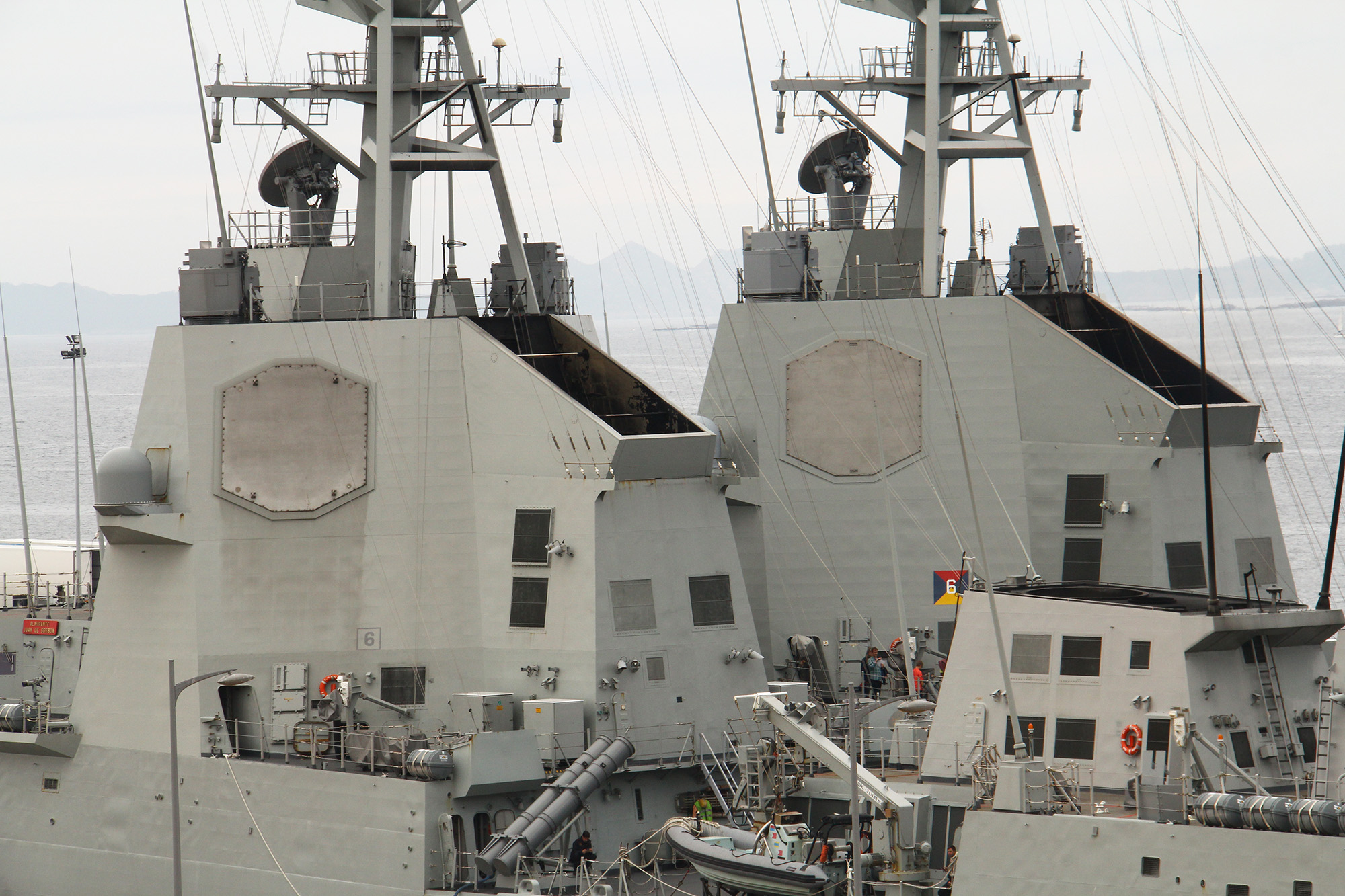
AN/SPY-1D 相位陣列雷達

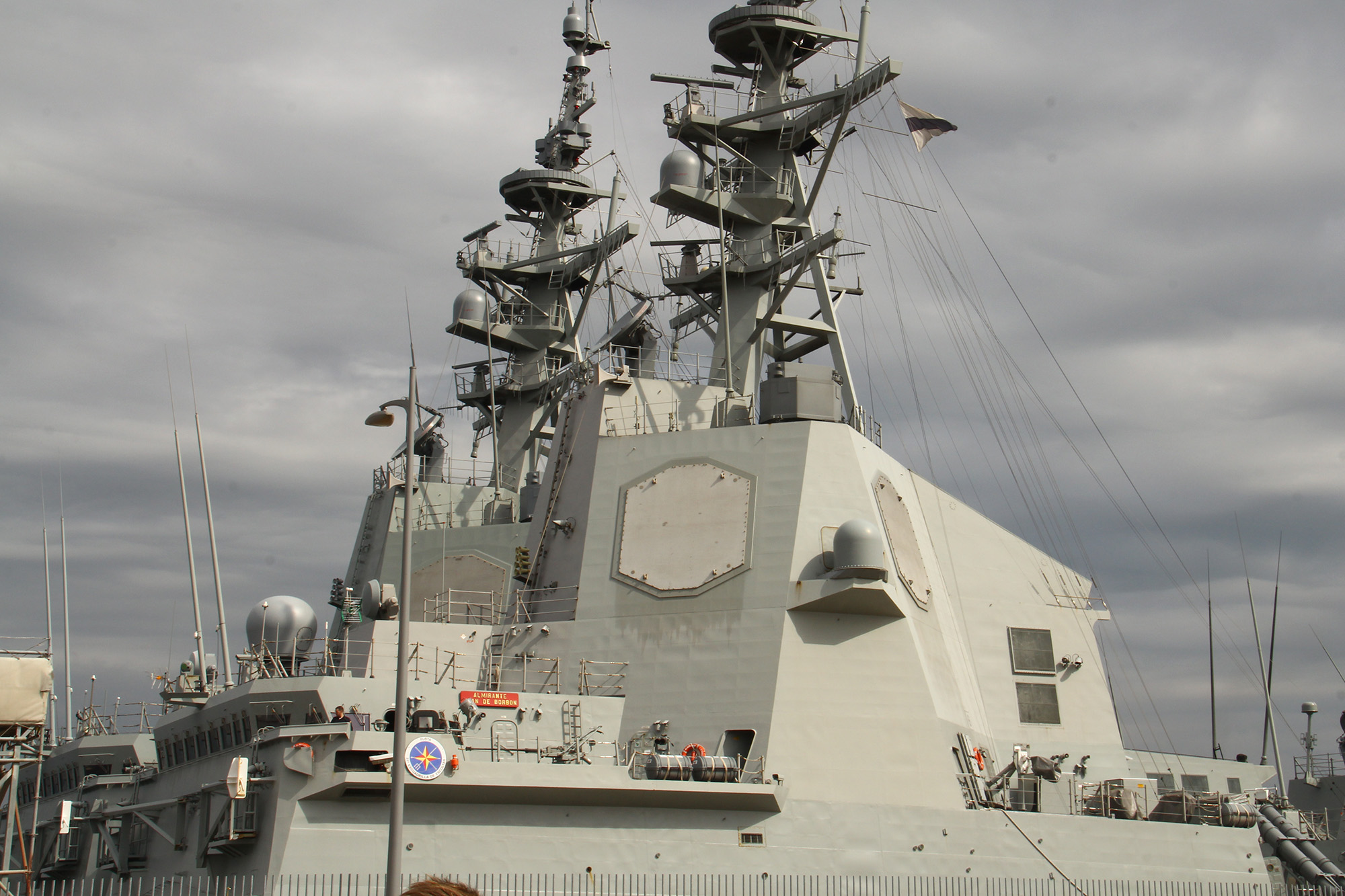
AN/SPY-1D 相位陣列雷達

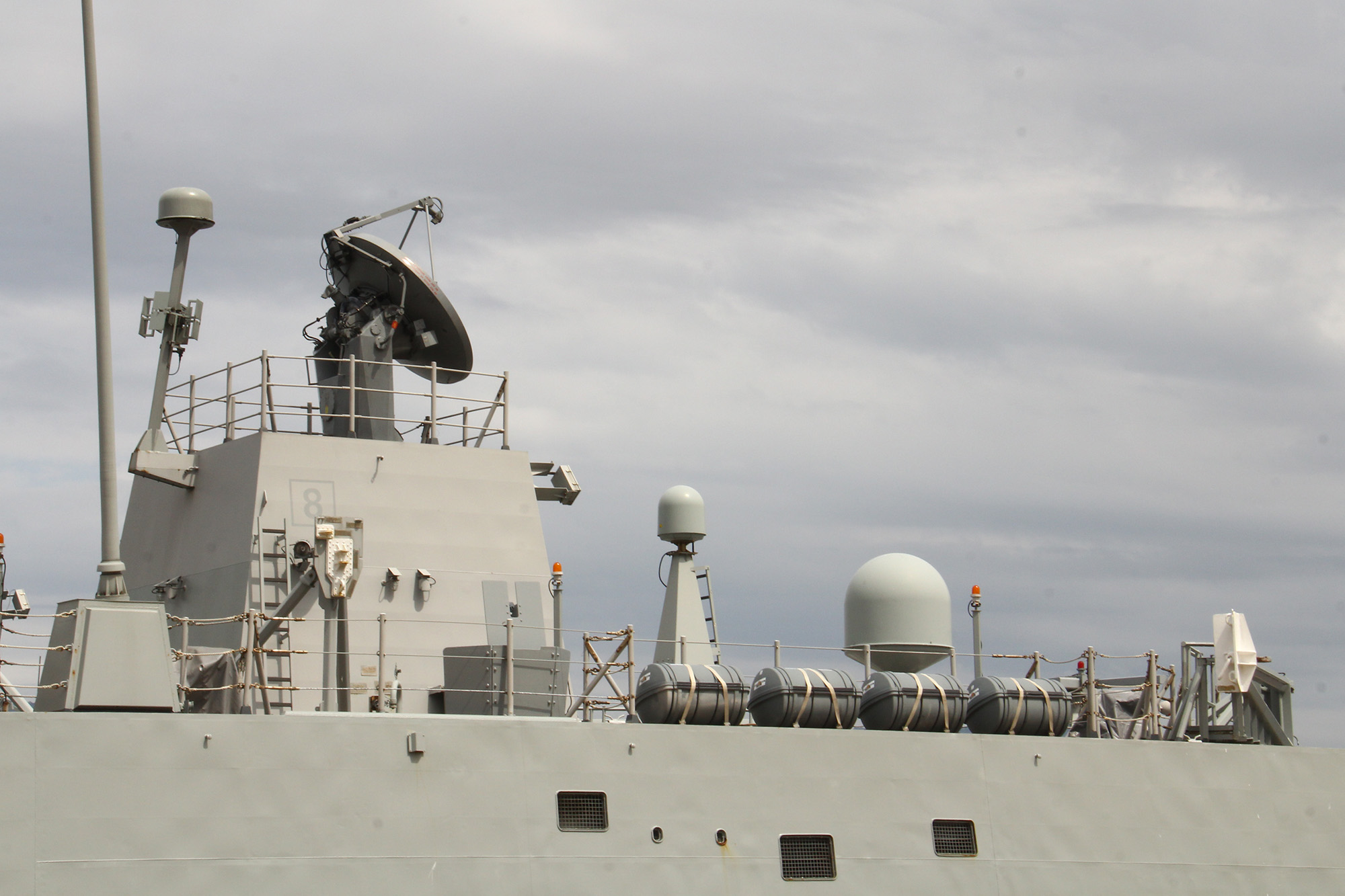
偵蒐系統

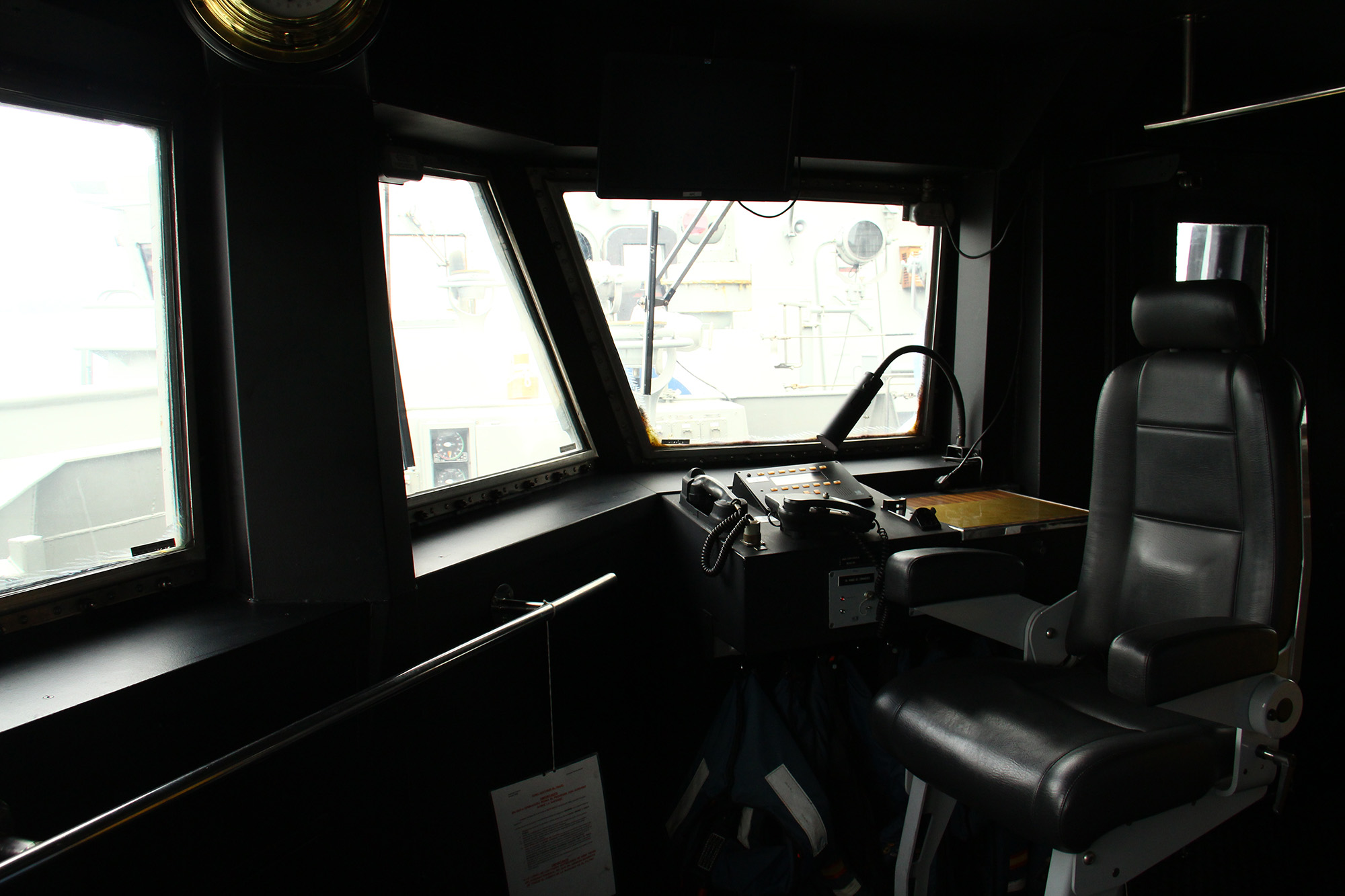
內部作戰空間

為歐洲首種使用神盾戰鬥系統的防空巡防艦，艦上裝置四面SPY-1D被動式相位陣列雷達的天線，固定式天線模組上具有2,500~3,000個雷達波訊號接收模塊，是第一種使用塔式結構的"神盾艦"，沒有使用傳統"神盾艦"的艏樓式設計。
作戰系統為 AEGIS Baseline5.3和1套與"胡安·卡洛斯一世號"通用的指揮系統。

### 武器系統

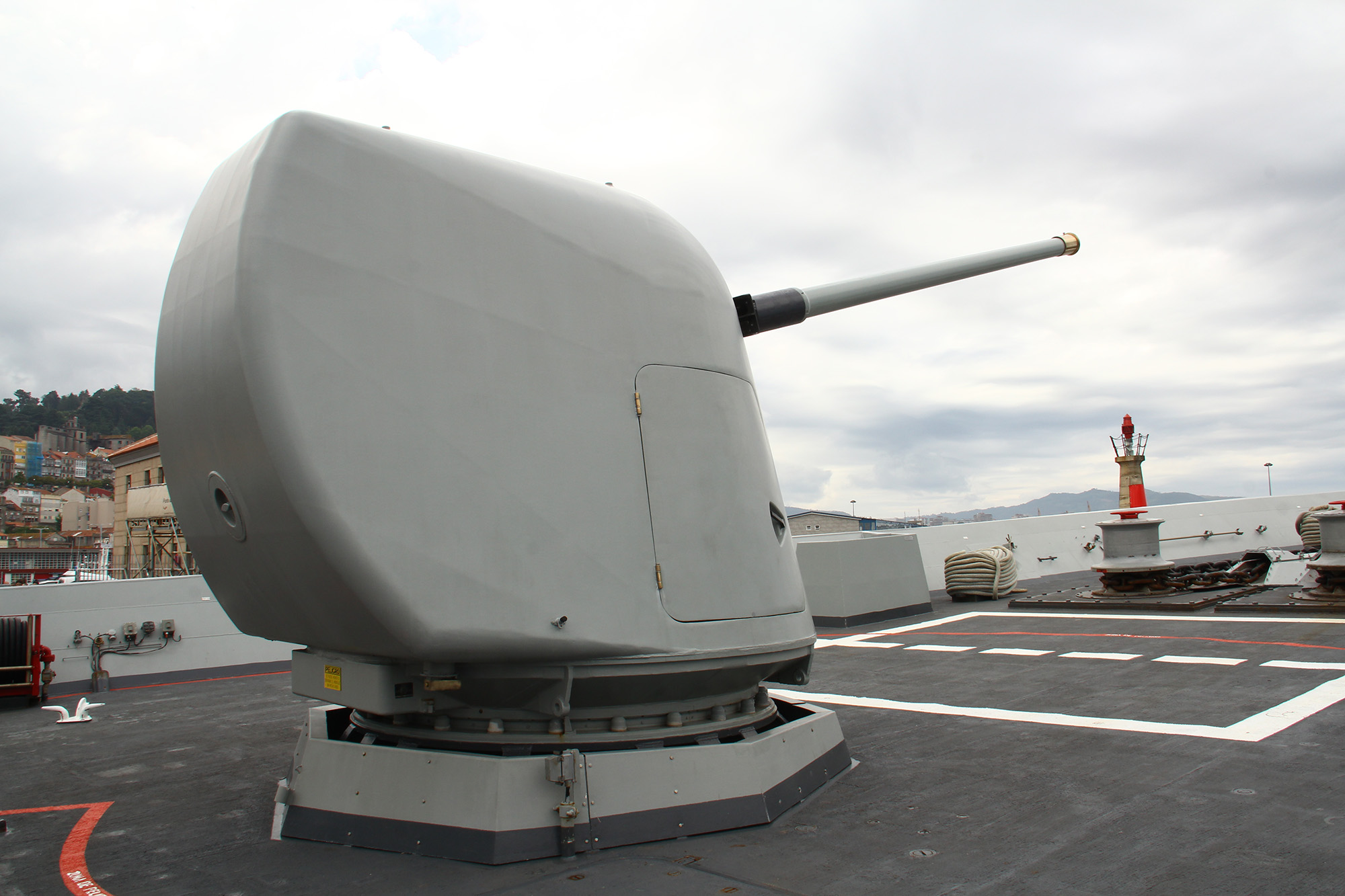
127公厘艦炮

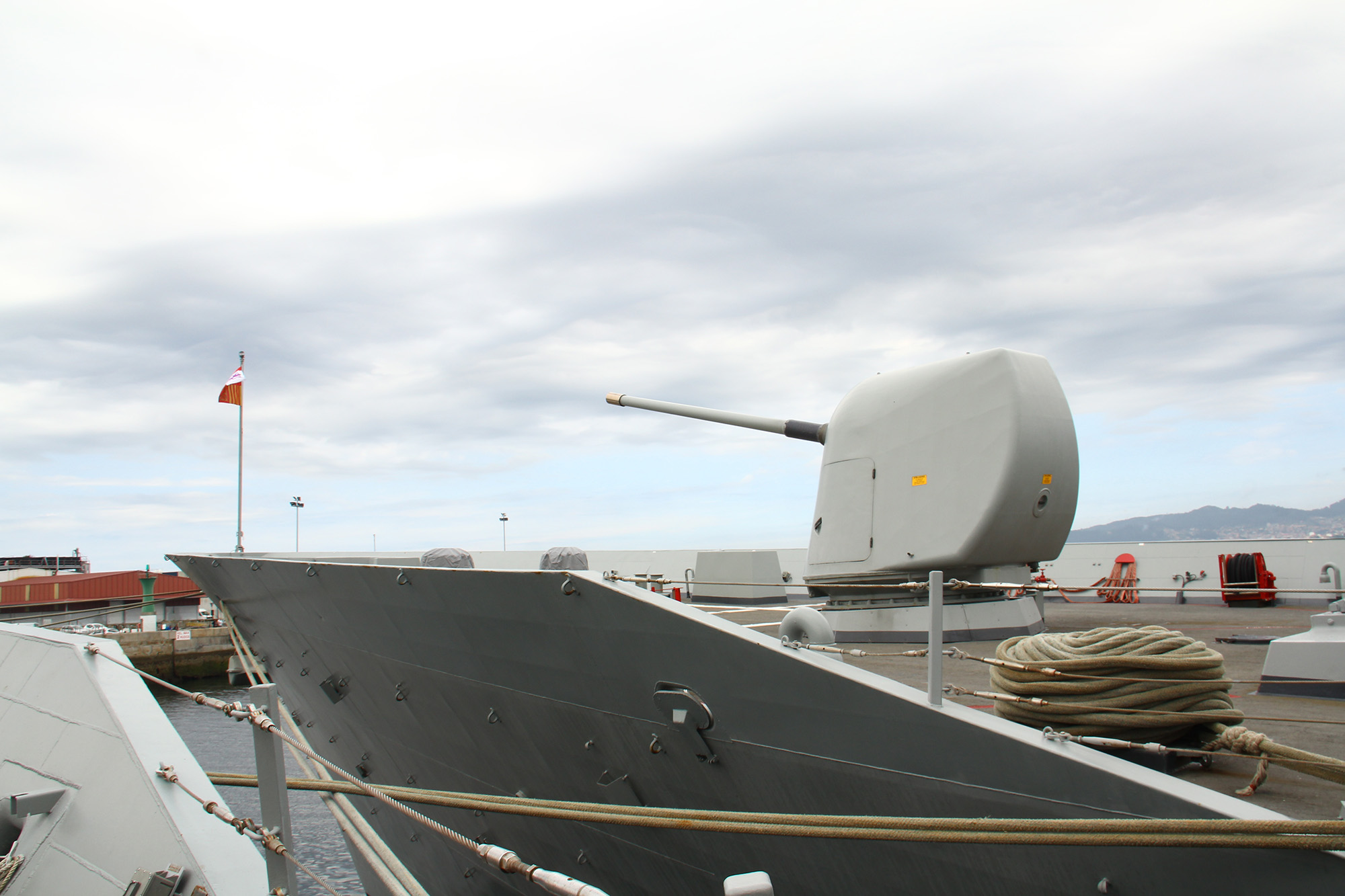
127公厘艦炮

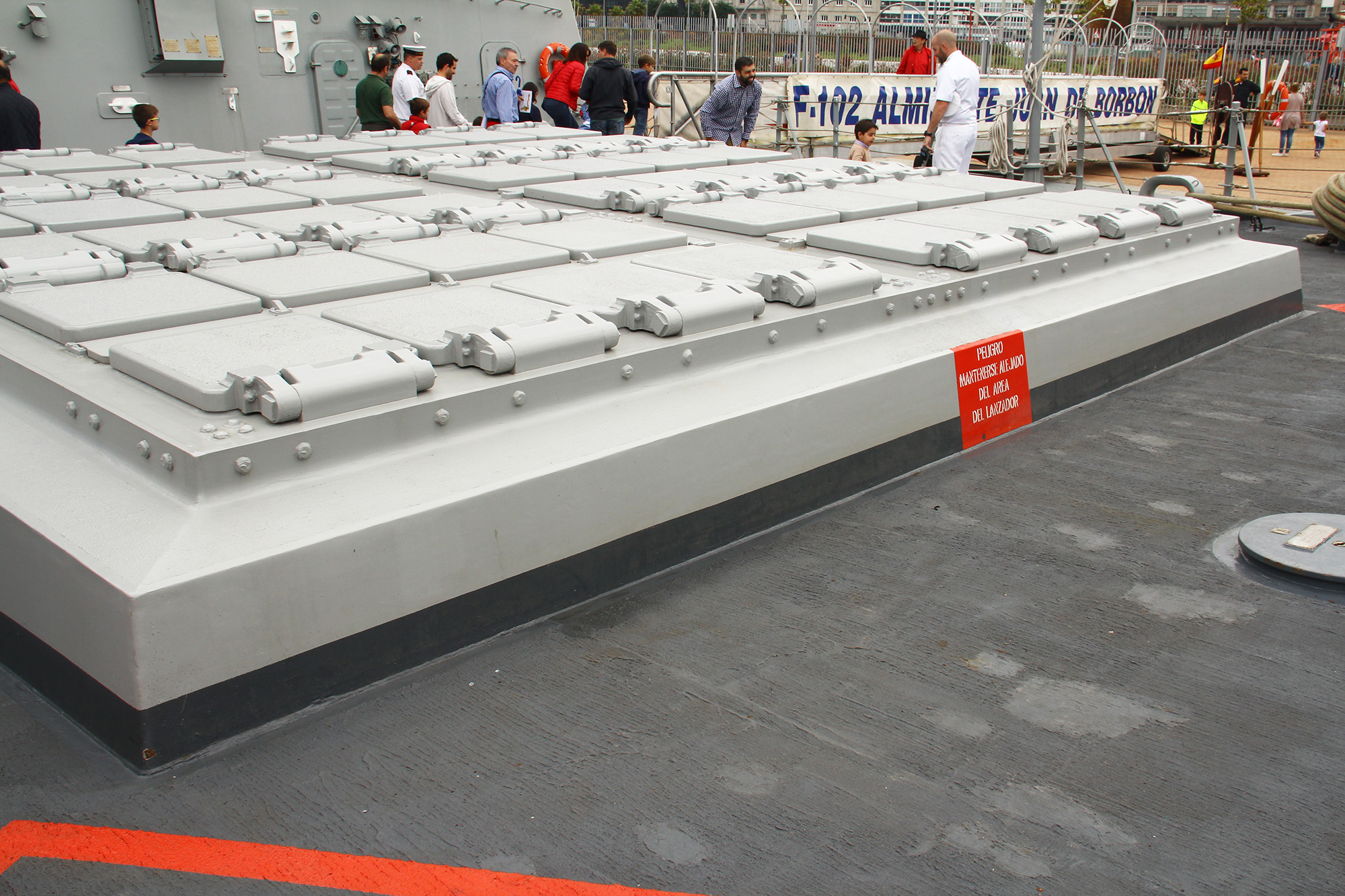
炮塔後方的Mk 41垂直發射系統

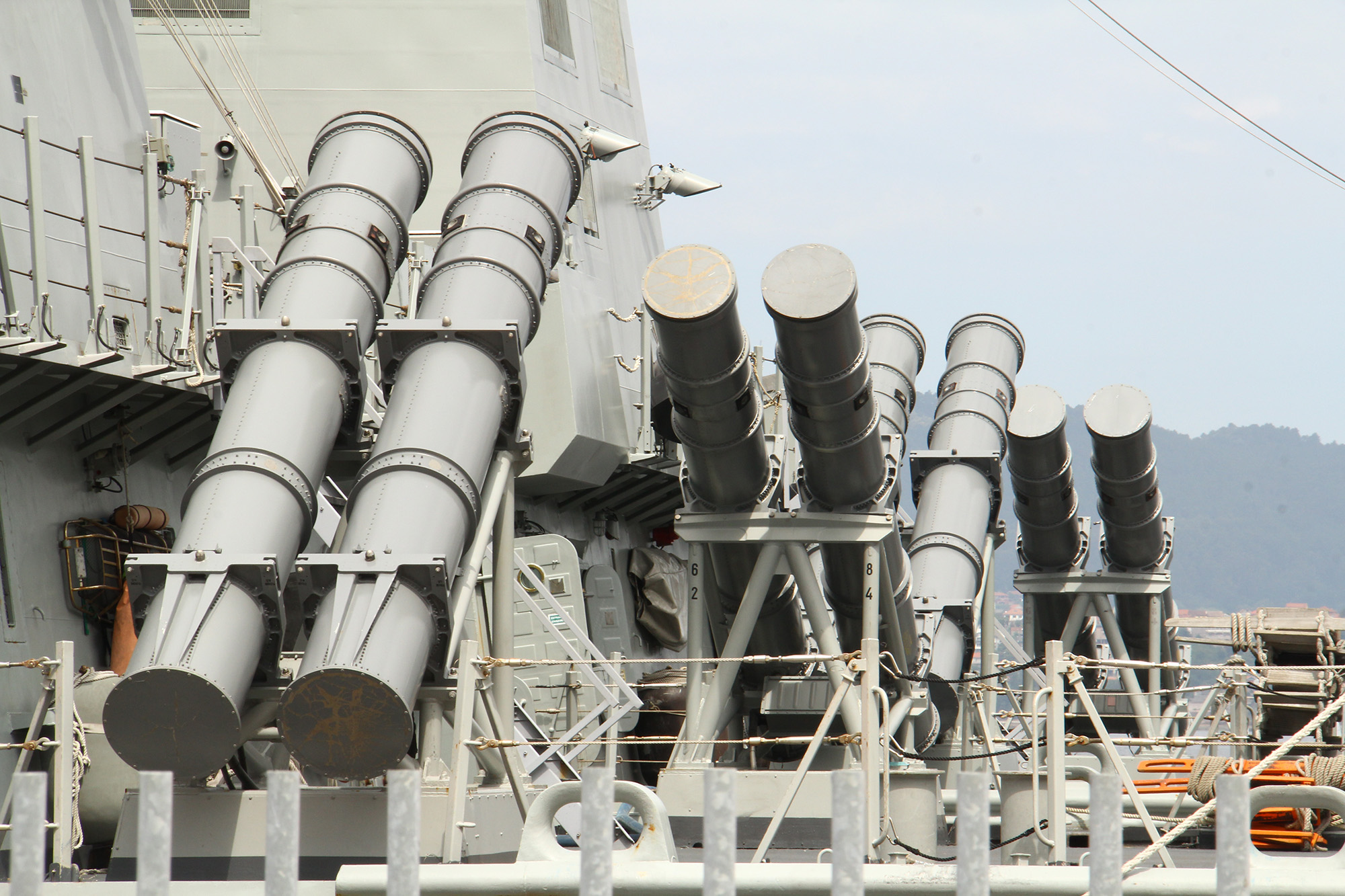
2具雙聯裝MK-141AGM-84魚叉反艦飛彈發射器

艦艏甲板上裝置1門127公釐口徑的 Mk 45 Mod 2艦炮，炮塔後方為6具8單元的Mk 41垂直發射系統（共48單元，可以發射SM-2防空飛彈或RIM-162飛彈，艦舯裝設2具雙聯裝魚叉反艦導彈發射架。另設有2座雙聯裝324mm魚雷發射管。

### 其他

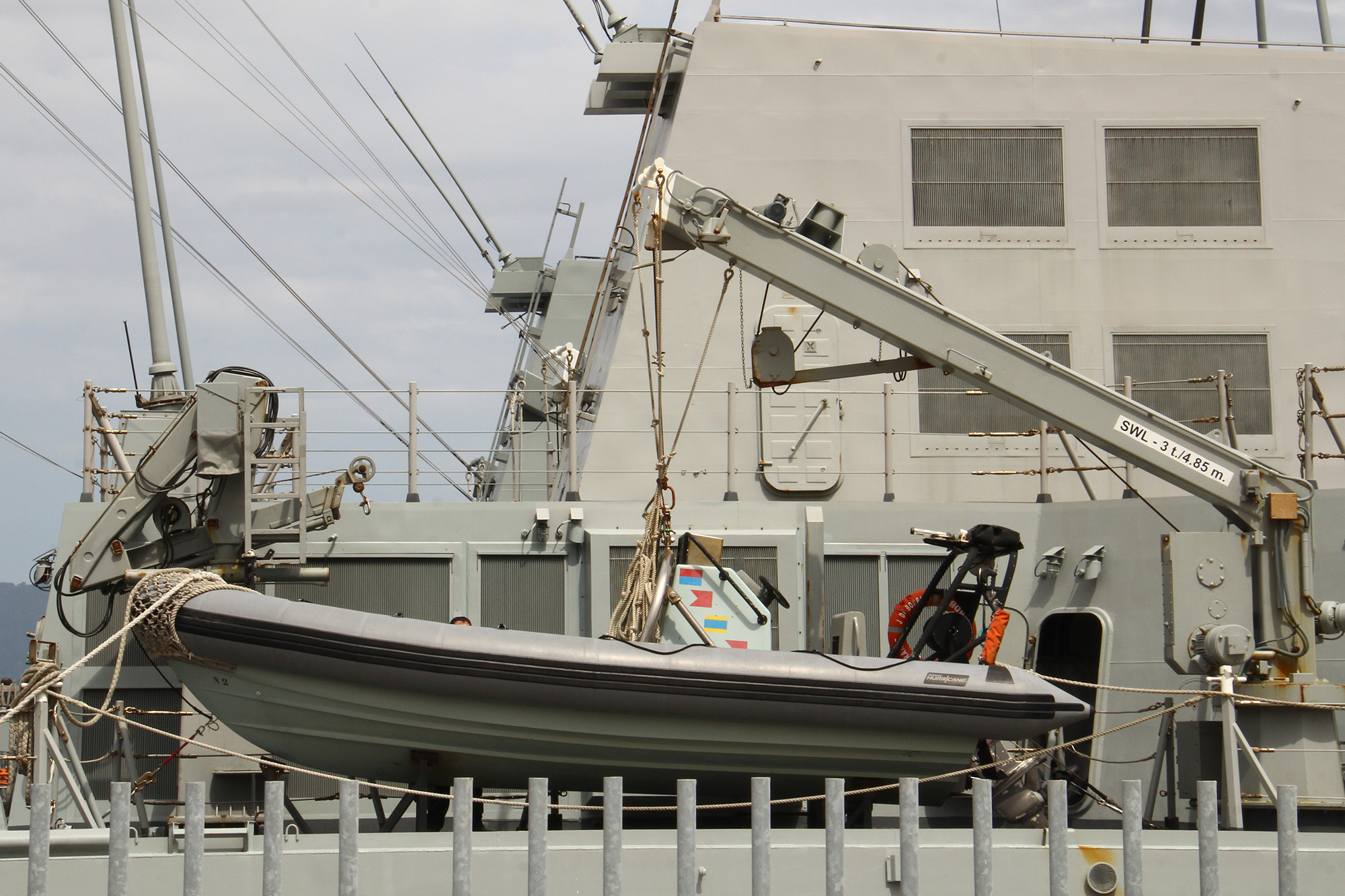
艦載小艇

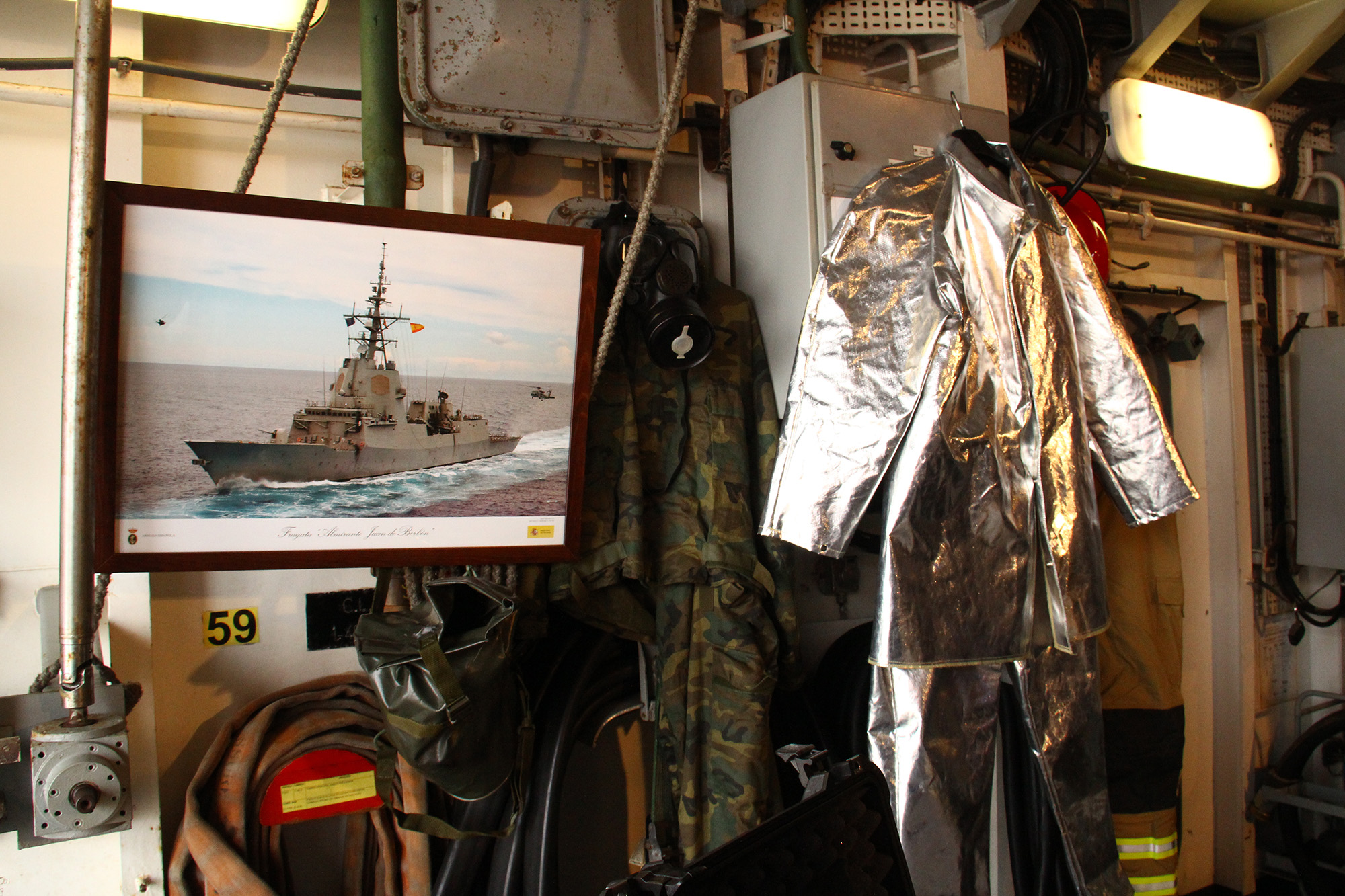

巴贊級有1套利用商規電腦及特製工作站配合衛星通訊等無線通訊方式，直接使用現有的民間COTS科技的平台整合控制系統，達成與遠端電腦資料共享甚至遠端遙控的能力。

## 外銷
阿爾瓦羅·巴贊級巡防艦也受到他國青睞。除了挪威皇家海軍訂購5艘外，澳大利亞皇家海軍也向西班牙訂購3艘由阿爾瓦羅·巴贊級巡防艦改進的“神盾驅逐艦”，首艦於2017年服役。
巴贊級巡防艦功能相等於驅逐艦。該級艦隻主要承擔為西班牙海軍的"胡安·卡洛斯一世號"以及其他兩棲登陸艦的護航艦隻。同時，其能夠配合西班牙本土或者北約的防空體系，作為陸基防空反彈道飛彈系統的海上延伸。

### 南森級：挪威海軍
西班牙阿爾瓦羅·巴贊級巡防艦的外銷型，亦是歐洲第二種使用神盾系統的巡防艦。雖然裝備了四面固定的SPY-1F被動電子掃描列陣對空搜索雷達(PESA)，但南森級並不具備區域防空能力。南森級由西班牙IZAR集團承造，首艦南森號於2006年4月開始服役於挪威皇家海軍，並且另有後續四艘陸續入役。以汰換挪威皇家海軍原有的奧斯陸級巡防艦。艦名是以挪威著名的科學家暨探險家弗里乔夫·南森命名。

### 荷巴特級：澳大利亞皇家海軍
在2000年《澳大利亚国防白皮书》中，澳大利亚提出SEA 1400（Air Defense Ship，ADS）計劃，打算购买三艘具有优秀长程防空能力的导弹驱逐舰，接替当时正在除役的三艘柏斯级（1999至2001年退役）；如果预算允许， 澳洲皇家海军希望能建造四艘同型舰，此计划后来改称防空作战驱逐舰计划(Air Warfare Destroyer， AWD)，代号SEA 4000。澳洲政府对此相当重视，将之放在澳洲皇家海军各造舰案中的第一优先顺序，2018年澳大利亞政府確定不建造第4艘同型艦。

### 其他
2016年4月澳大利亞政府宣布，改良的巴贊級是以取代目前服役的安扎克級巡防艦的SEA 5000巡防艦的入選設計之一。截至2017年12月，巴贊級也是加拿大水面作戰艦計劃的入選設計之一，但均由英國26型巡防艦得標。
2018年2月，巴贊級的設計入選為美國海軍新世代飛彈巡防艦計劃 FFG(X)的五個入圍設計之一。

## 同型艦
| 舷號  | 艦名                | 開工           | 下水           | 服役           |
| ----- | ------------------- | -------------- | -------------- | -------------- |
| F-101 | 艾爾瓦洛·迪·巴贊號  | 1999年6月14日  | 2000年10月31日 | 2002年9月19日  |
| F-102 | 胡安·德·波旁號      | 2000年10月27日 | 2002年2月28日  | 2003年12月3日  |
| F-103 | 布萊斯·德·烈索號    | 2002年2月28日  | 2003年5月16日  | 2004年12月16日 |
| F-104 | 門德斯·努涅斯號     | 2003年5月16日  | 2004年11月12日 | 2006年3月21日  |
| F-105 | 克里斯多福·哥倫布號 | 2007年6月29日  | 2010年11月4日  | 2012年10月23日 |
| F-106 | 奧地利的唐·胡安號   | 計劃中止       | 計劃中止       | 計劃中止       |

阿爾瓦羅·巴贊級巡防艦用于替換巴利亞里級巡防艦。

## 圖庫
F-101

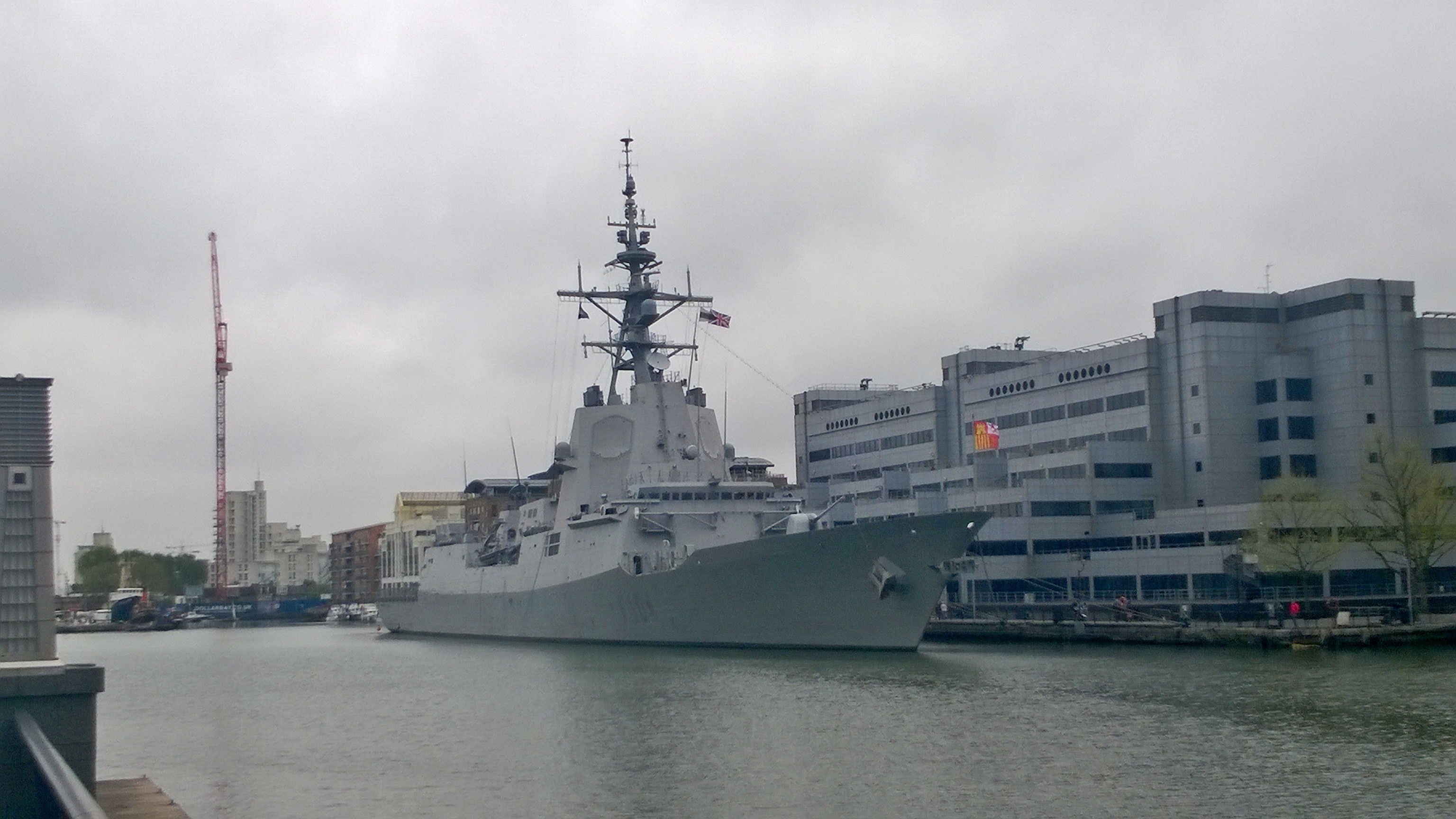
攝於倫敦
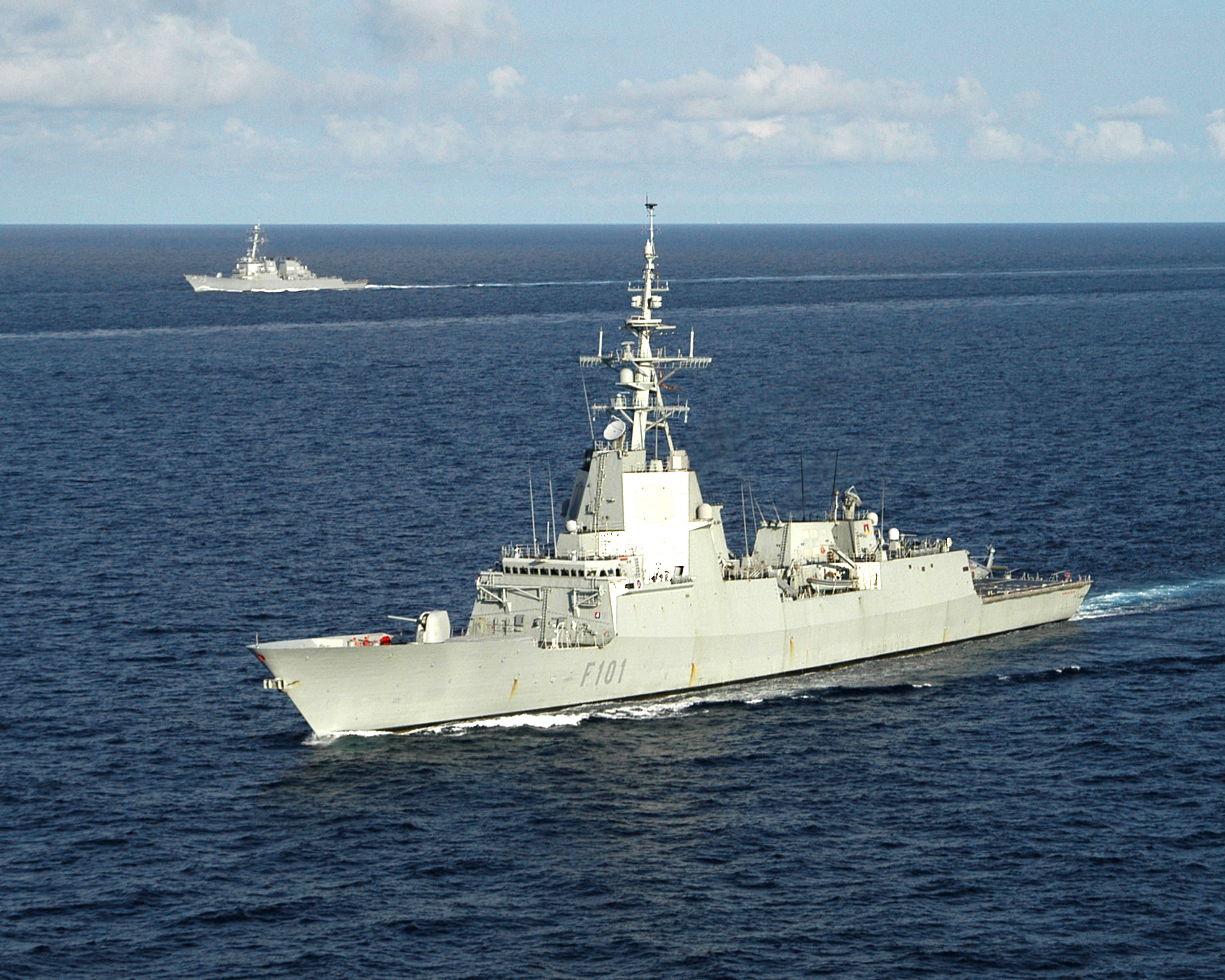
攝於2005年
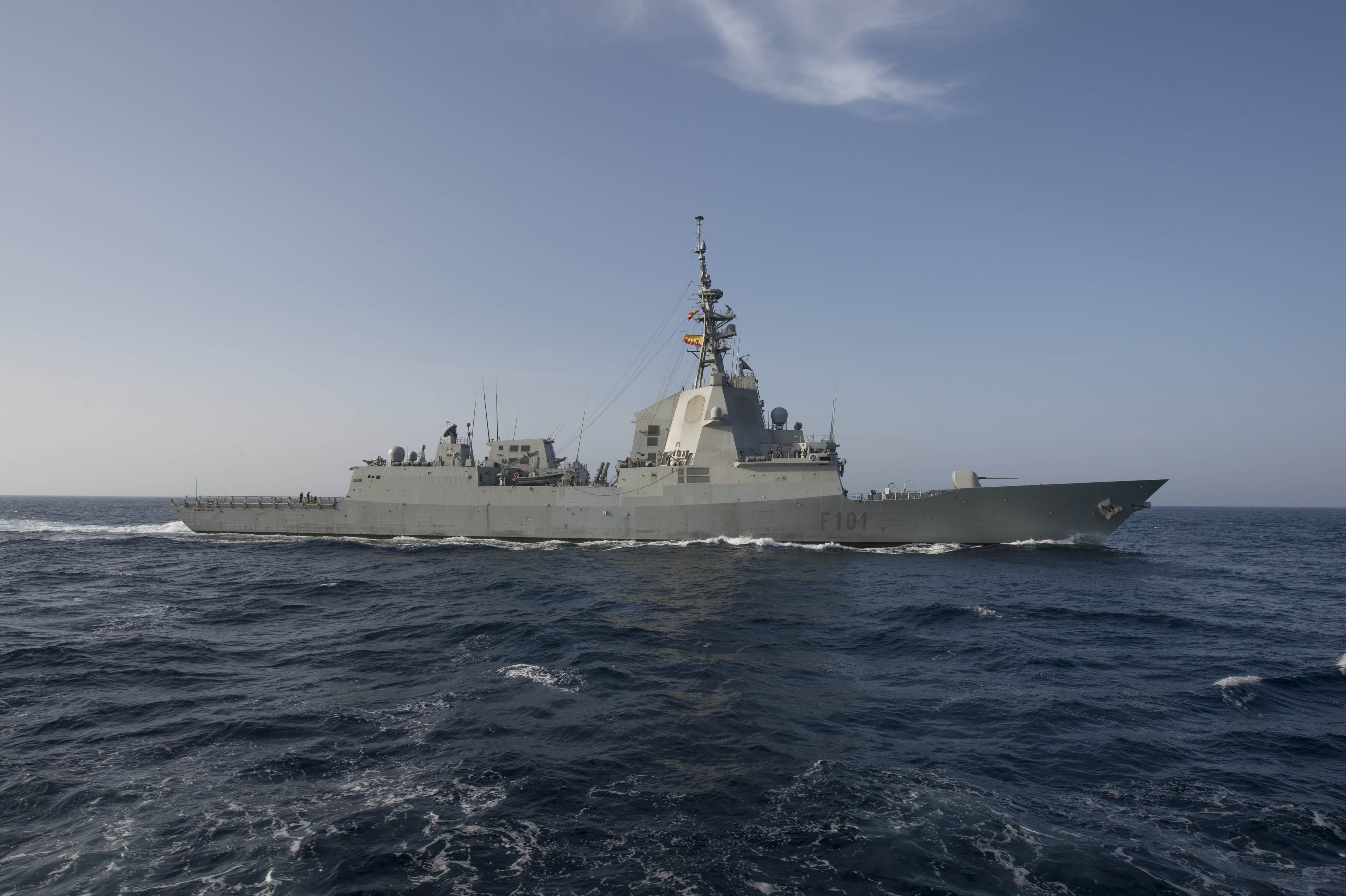
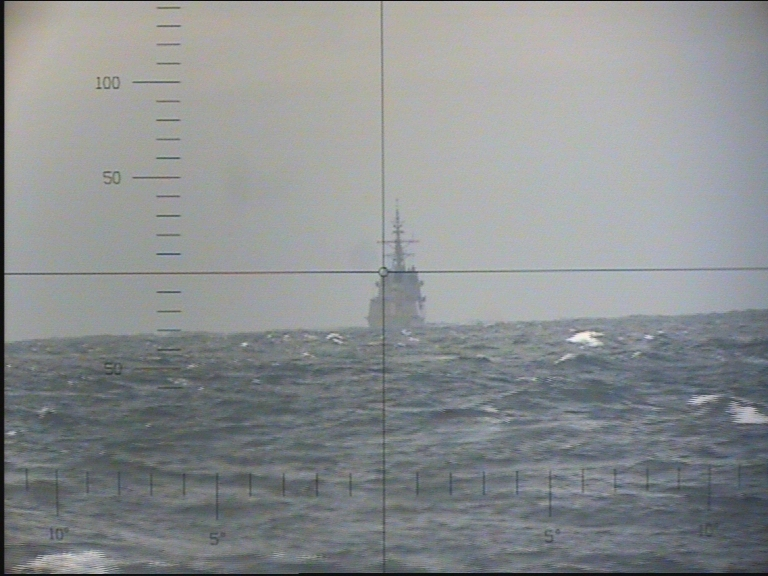
潛望鏡視角
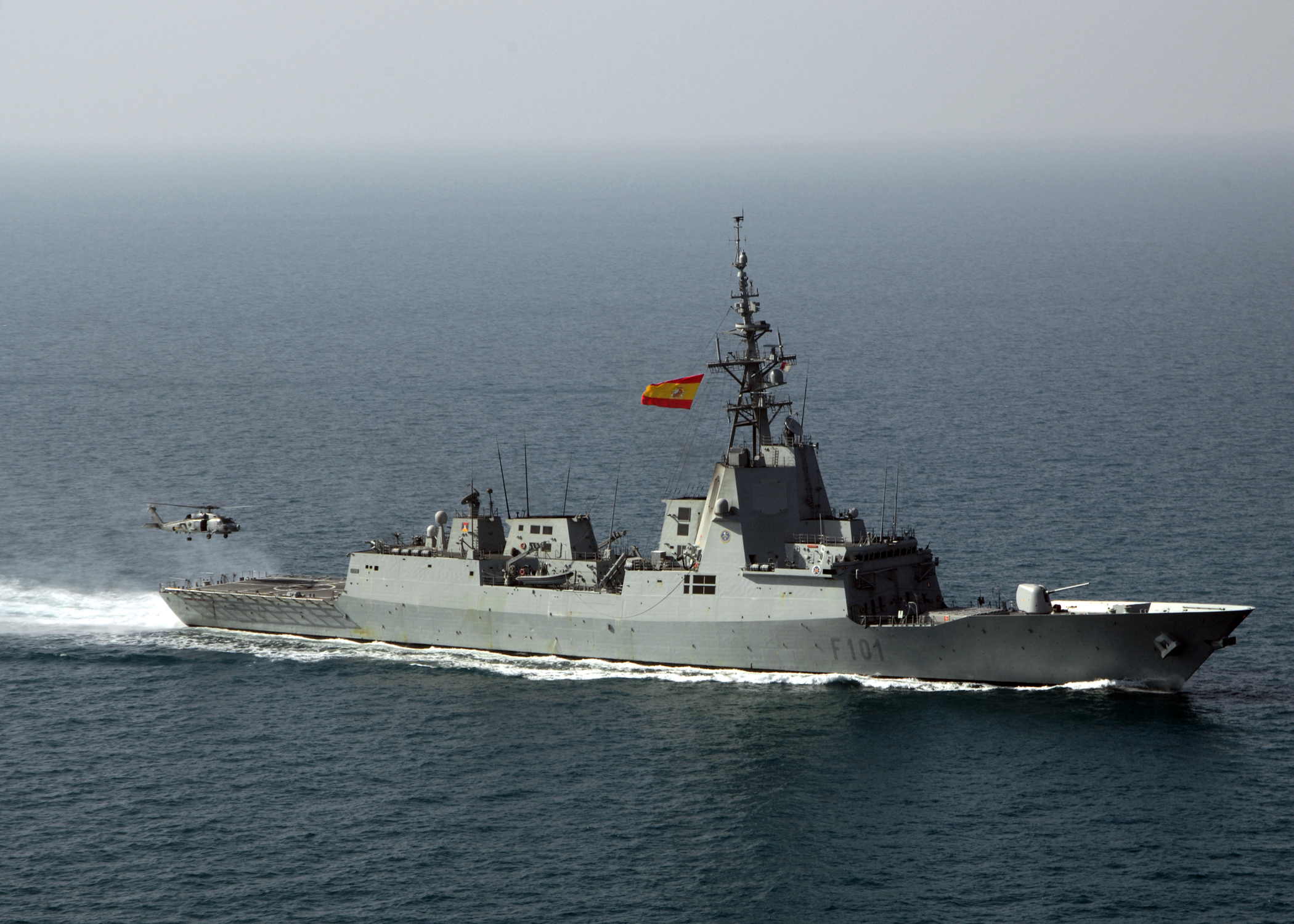
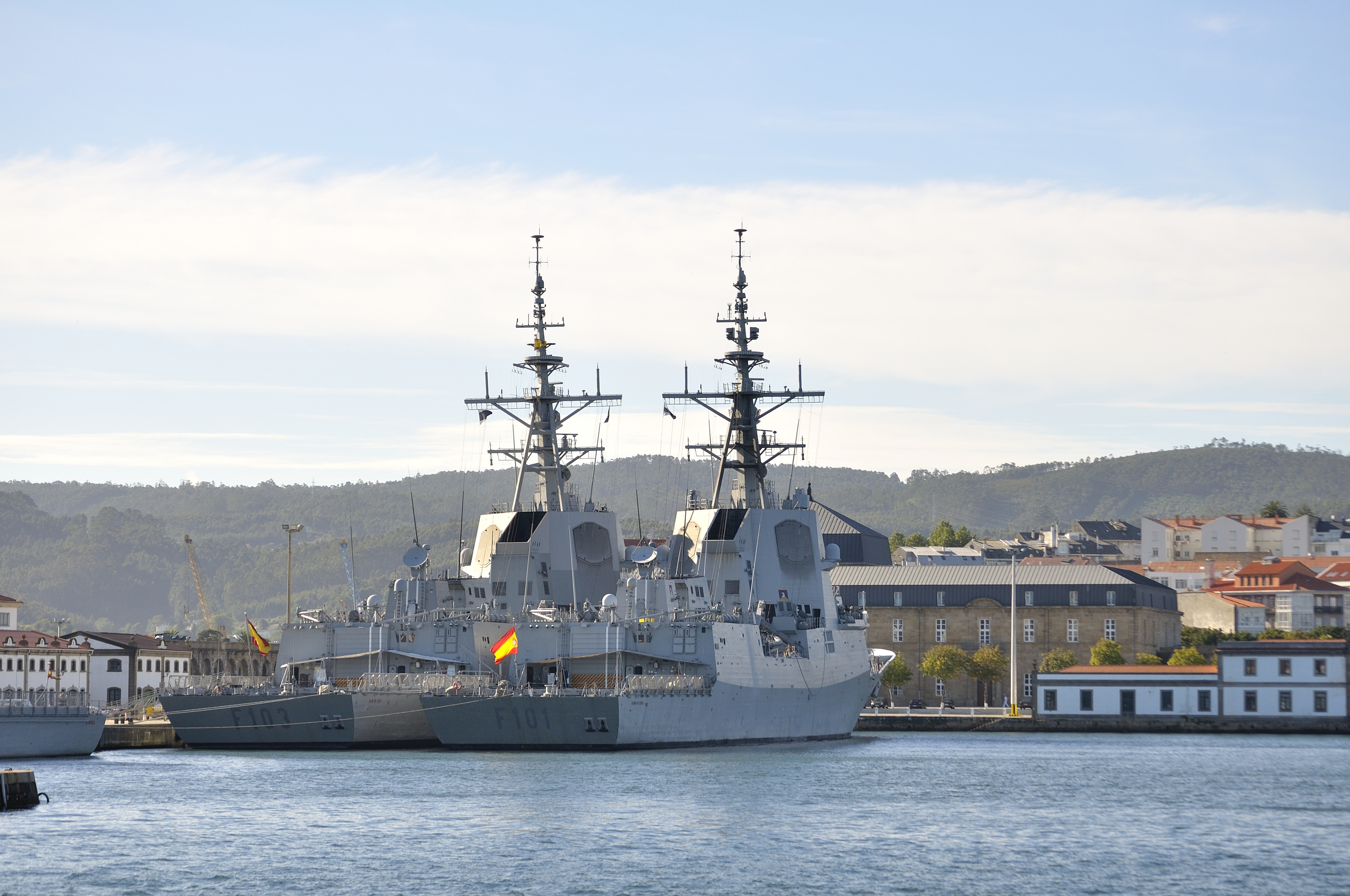
F 103（左）與F 101（右）
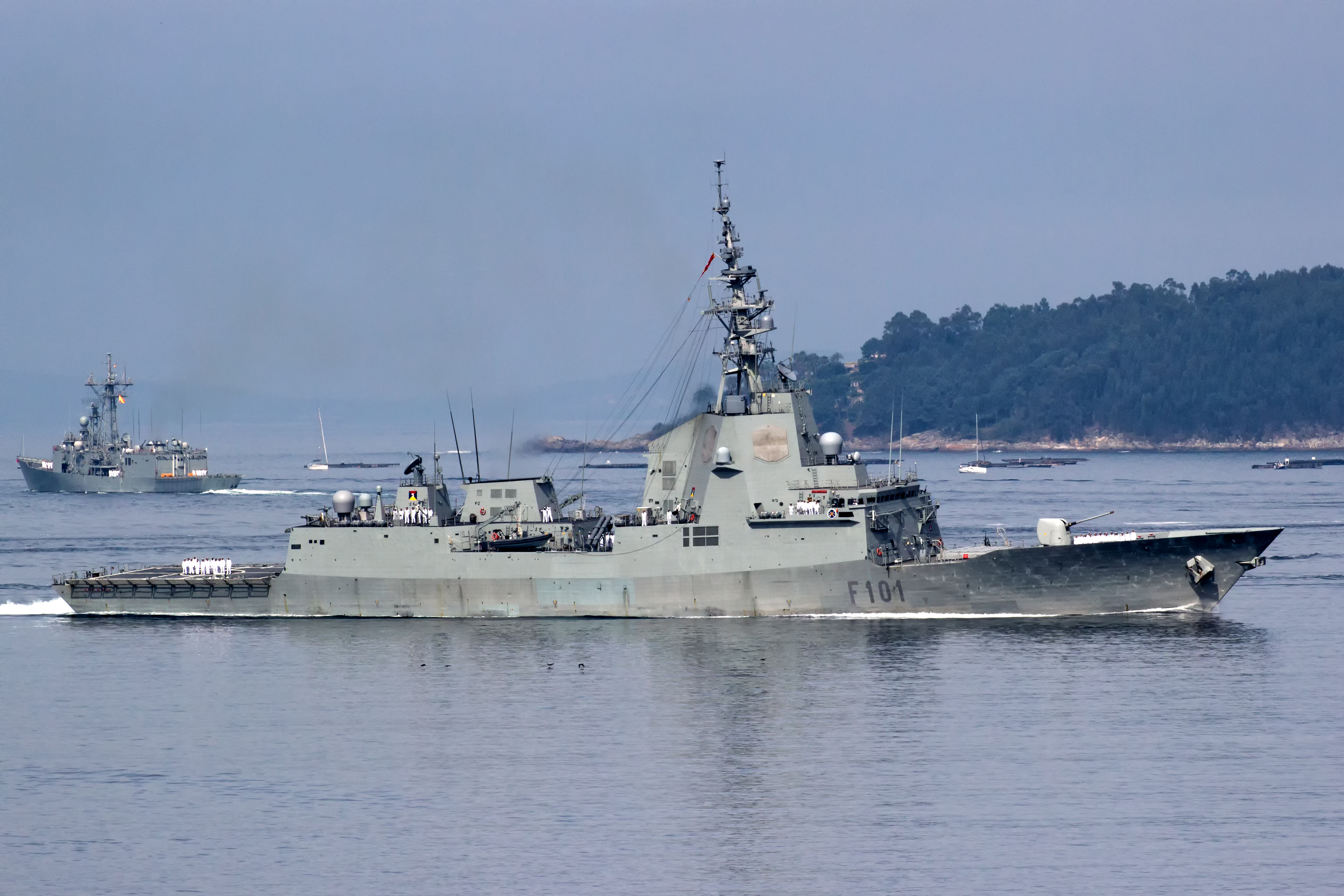
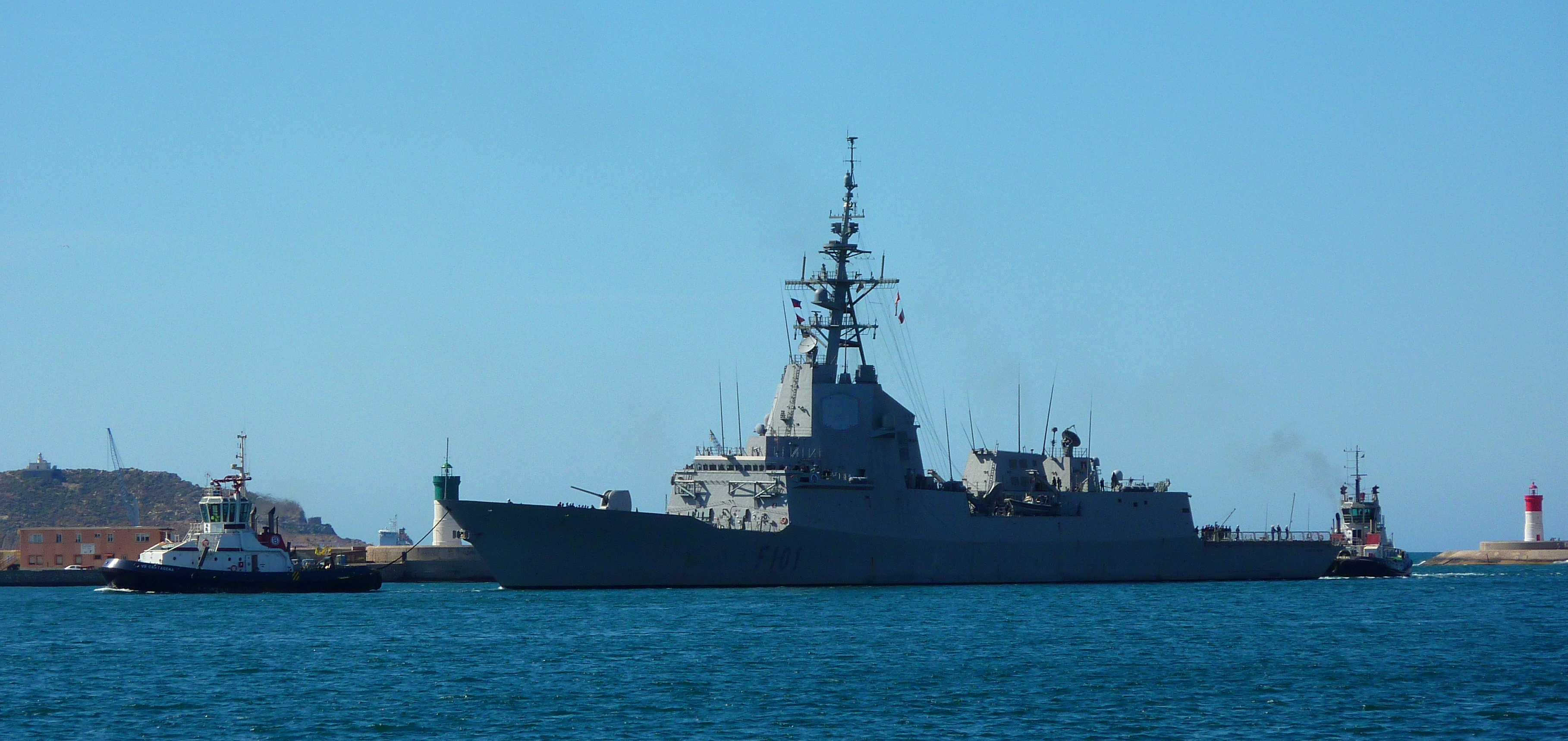
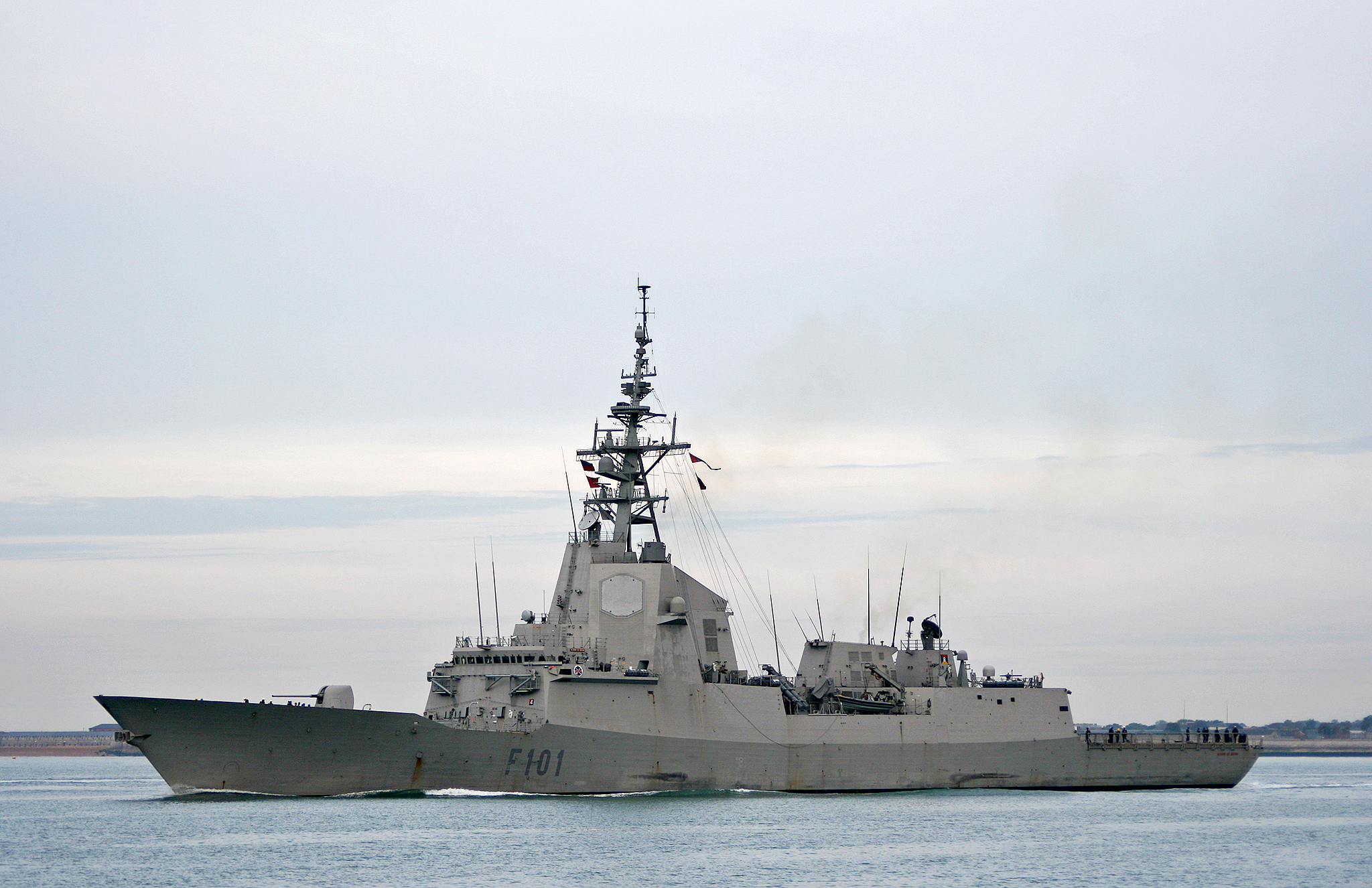

F-102

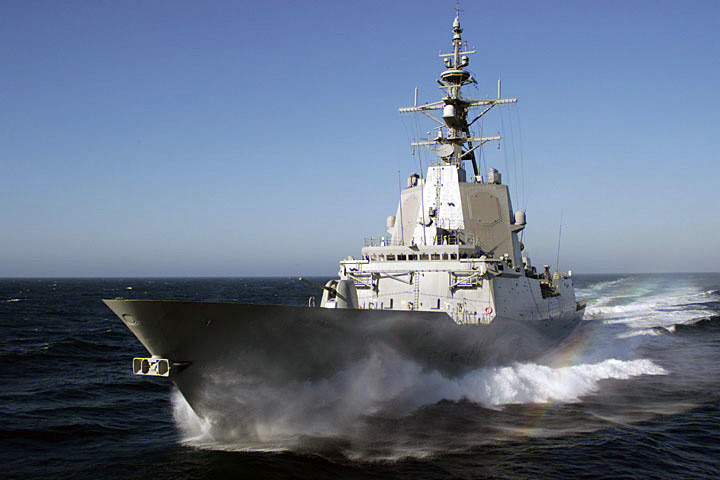
Almirante Juan de Borbon 號
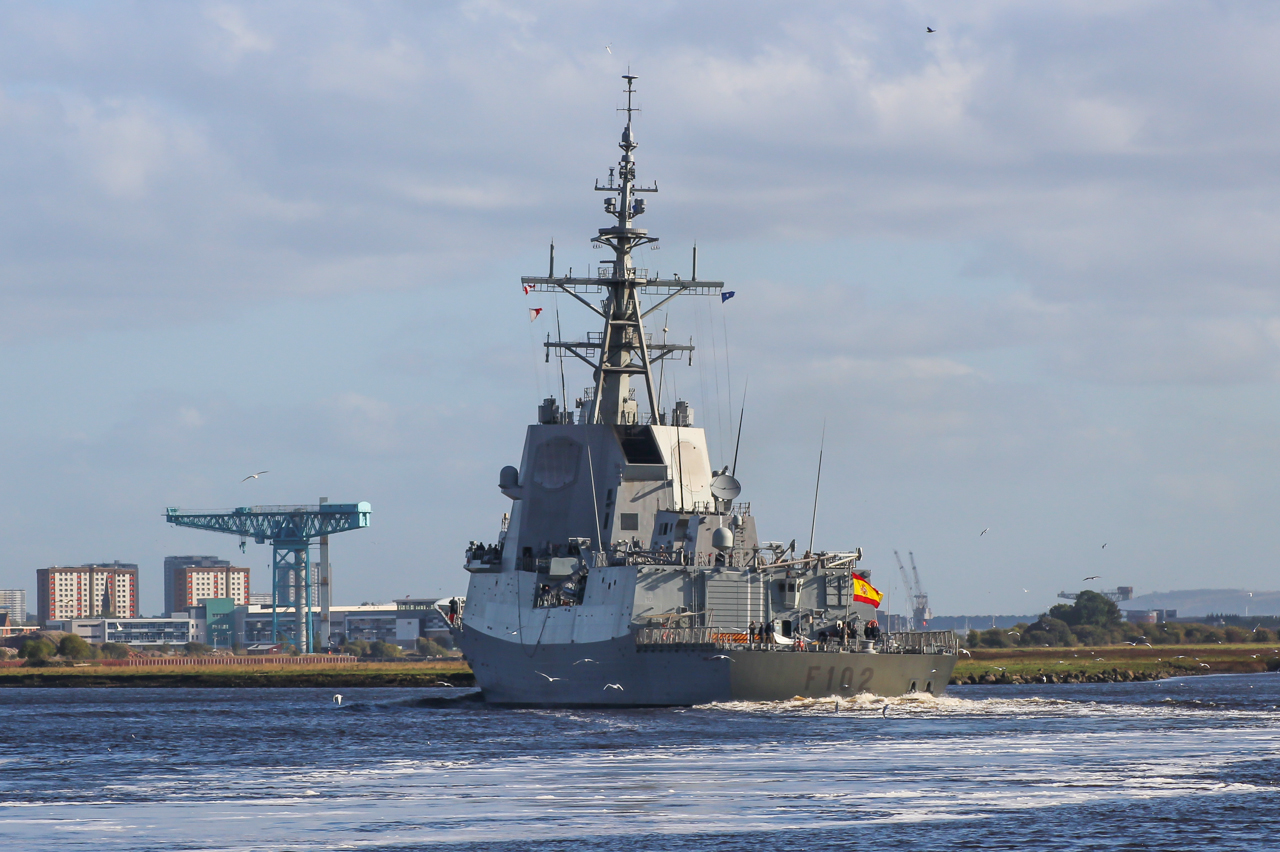
艦艉
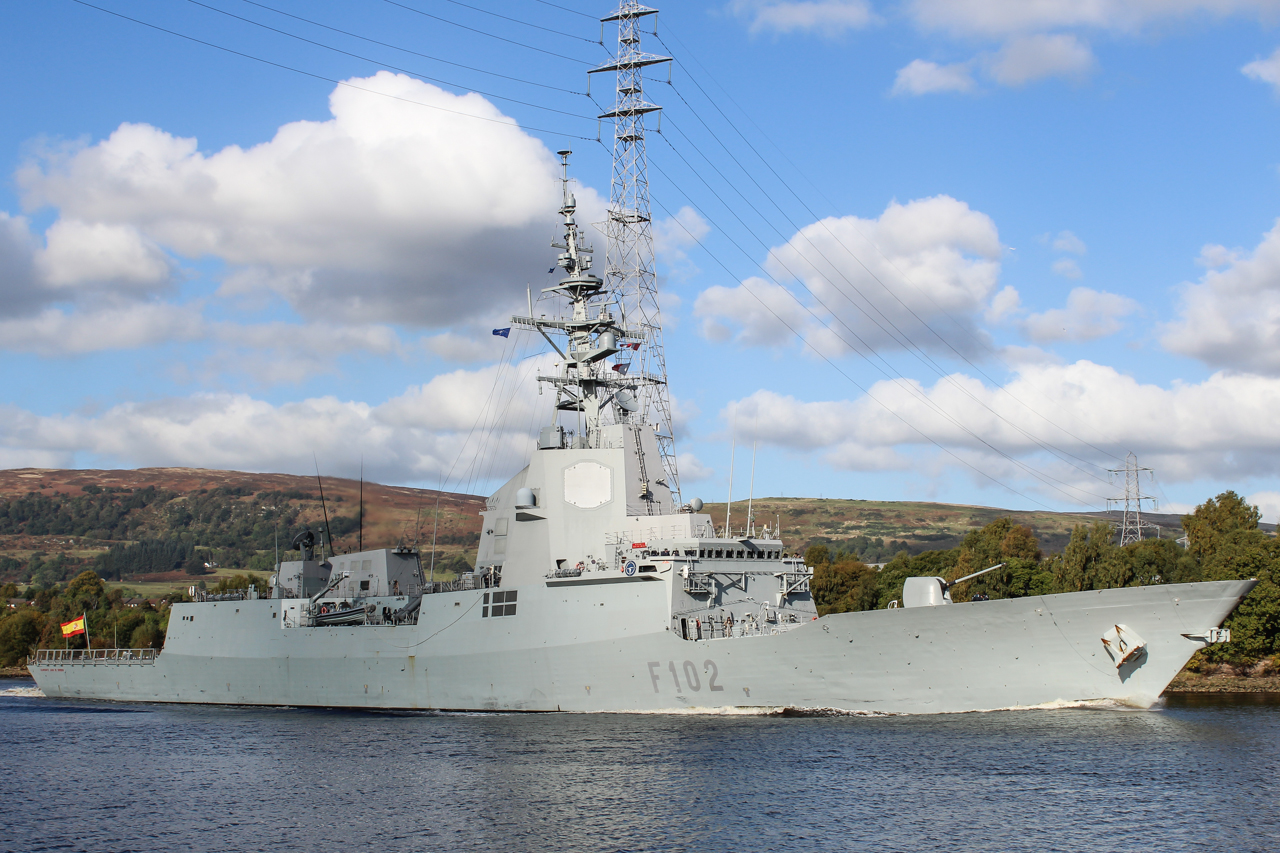
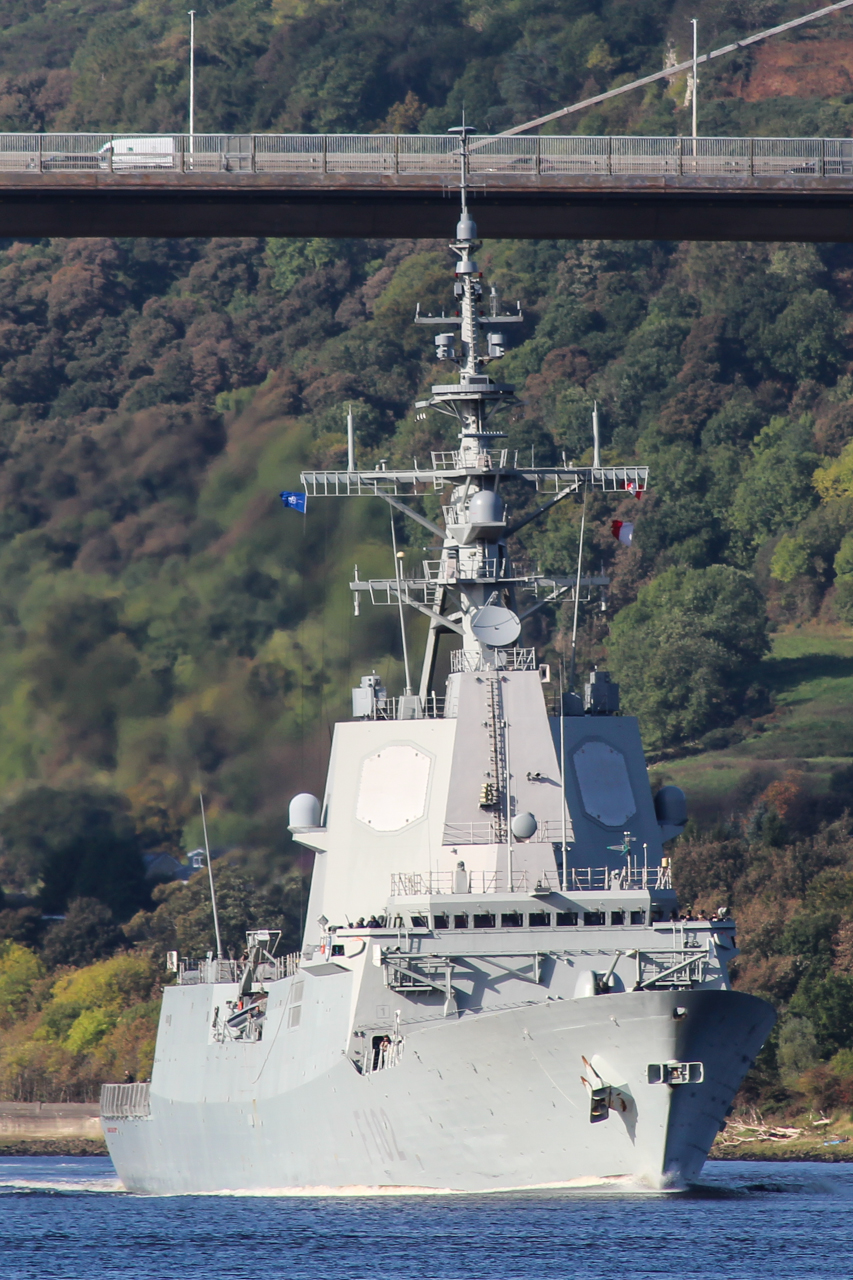
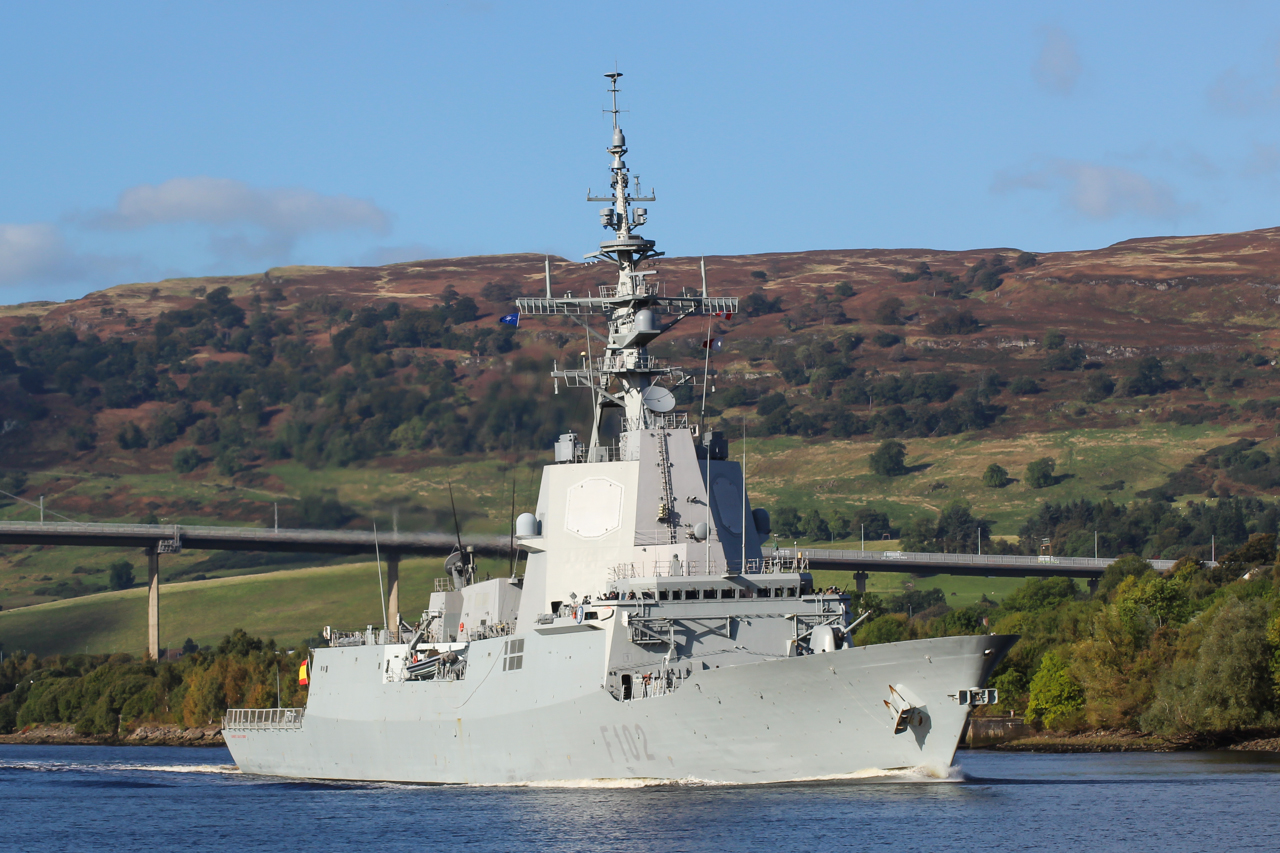
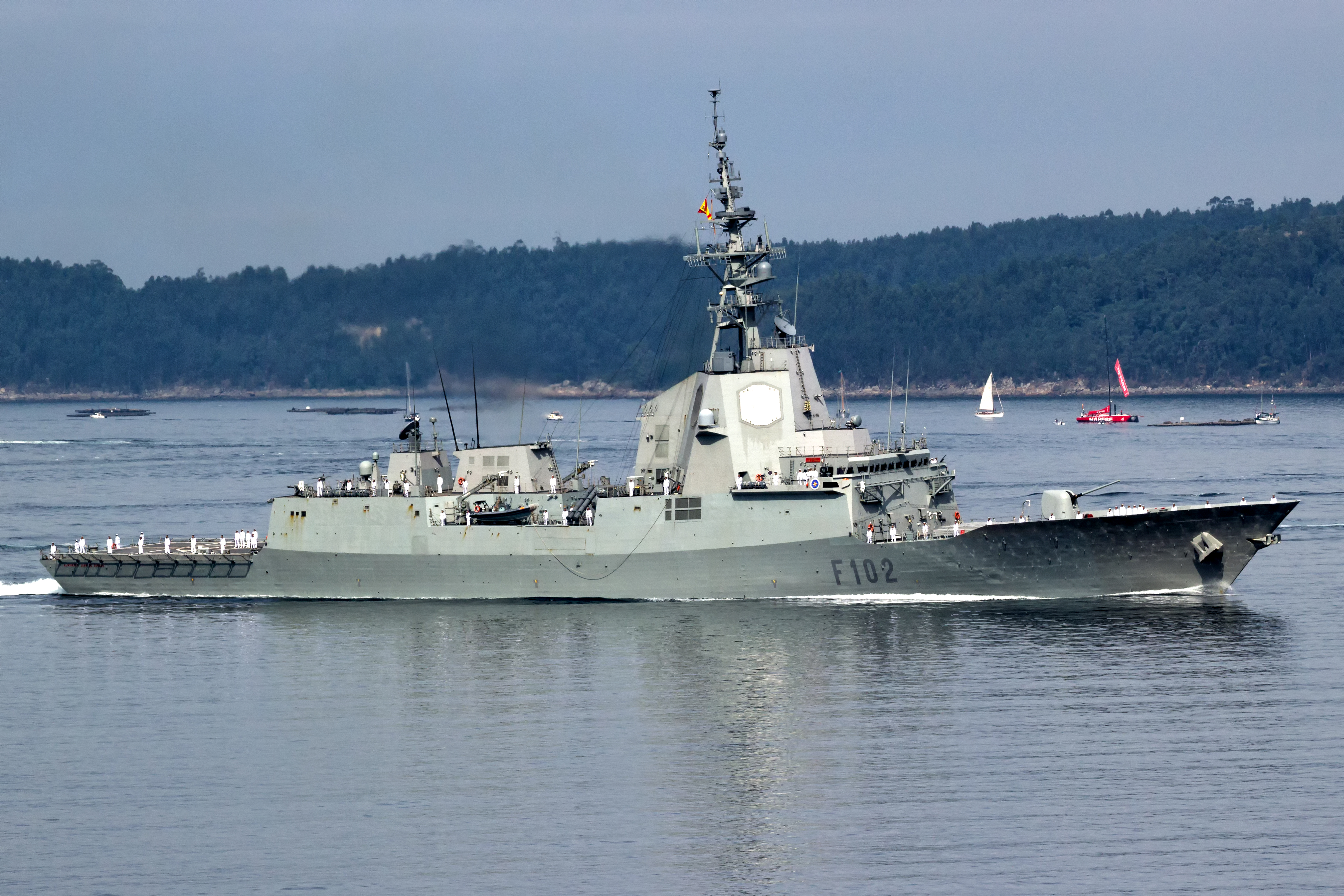
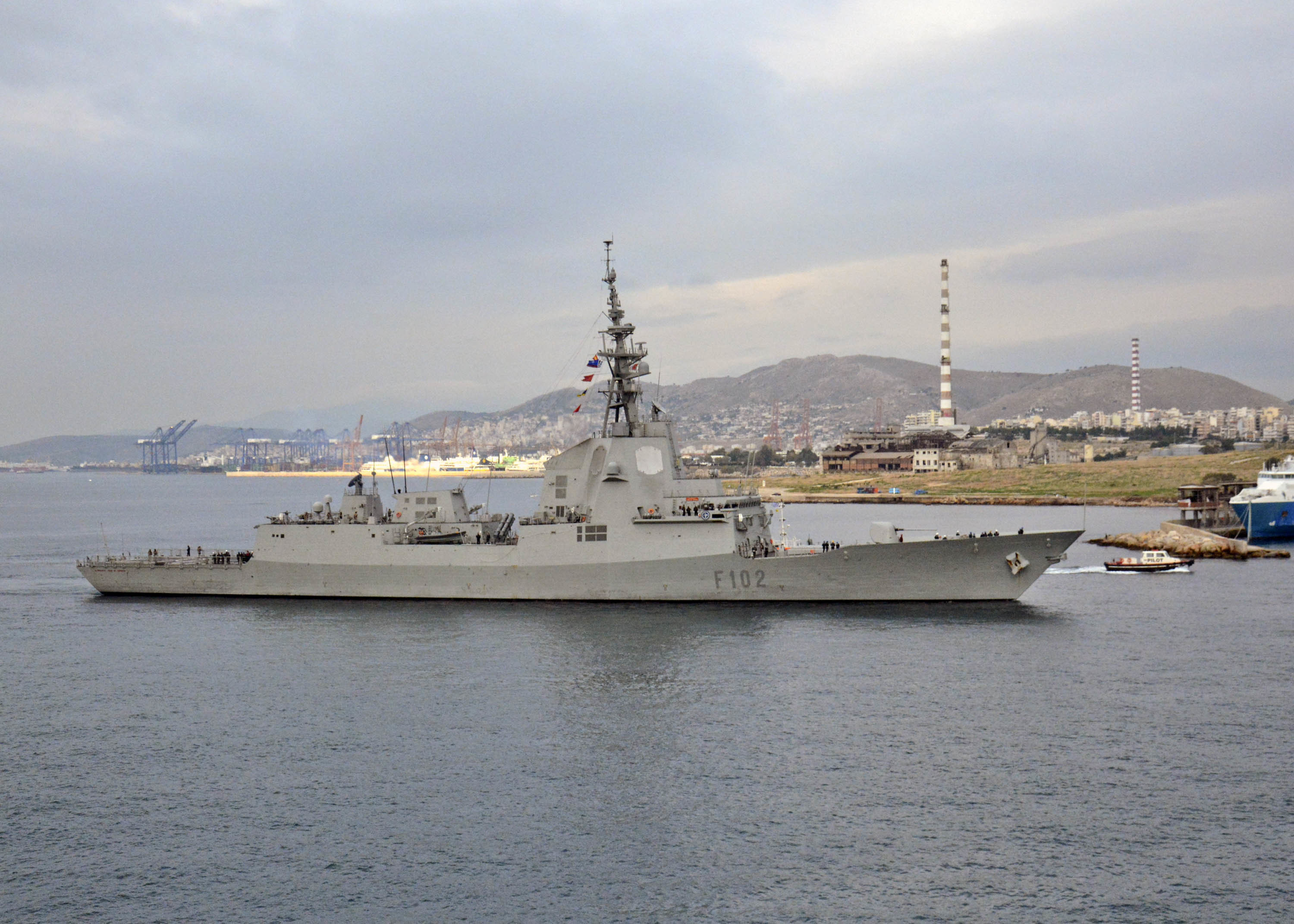
抵達Endeavour
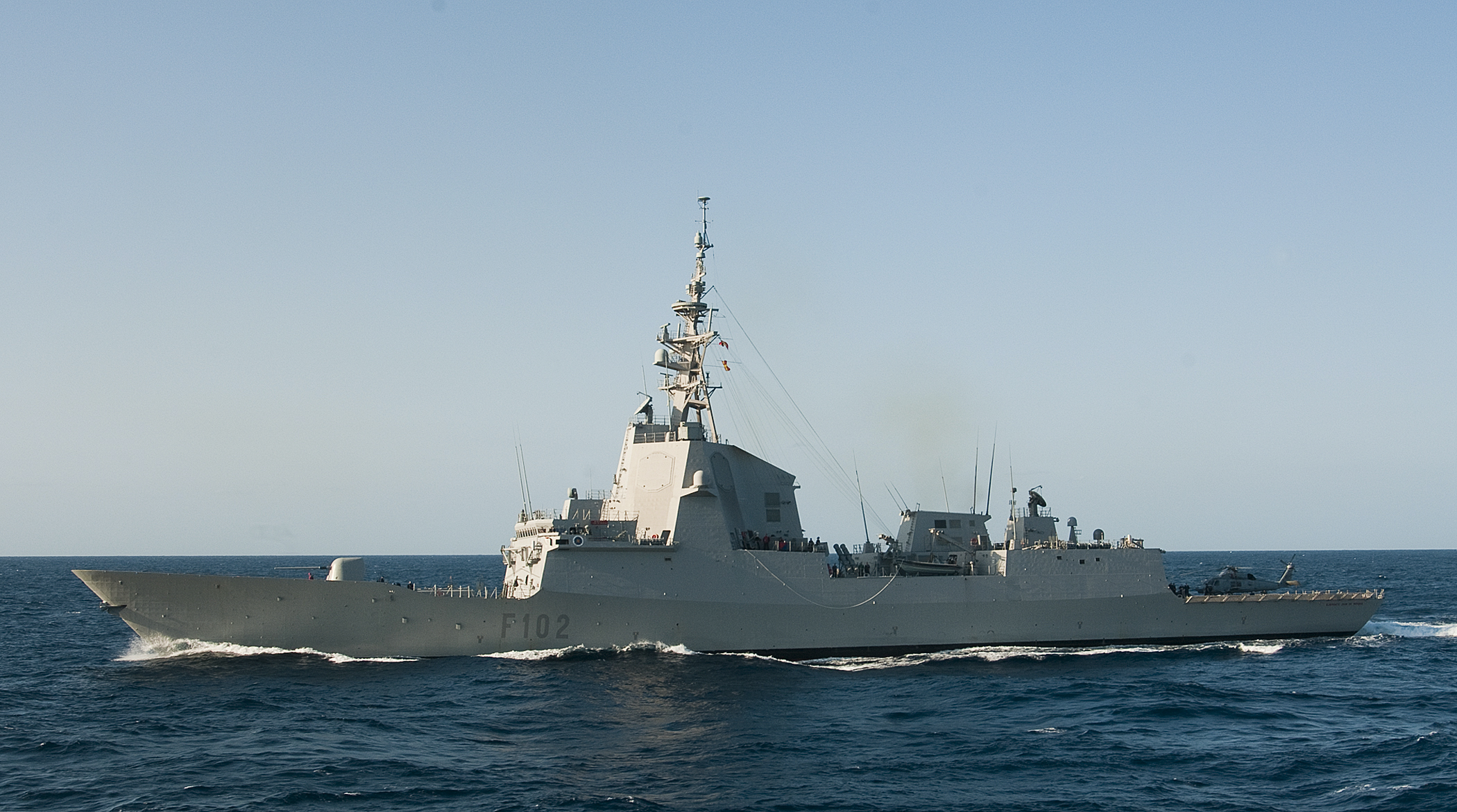

F-103

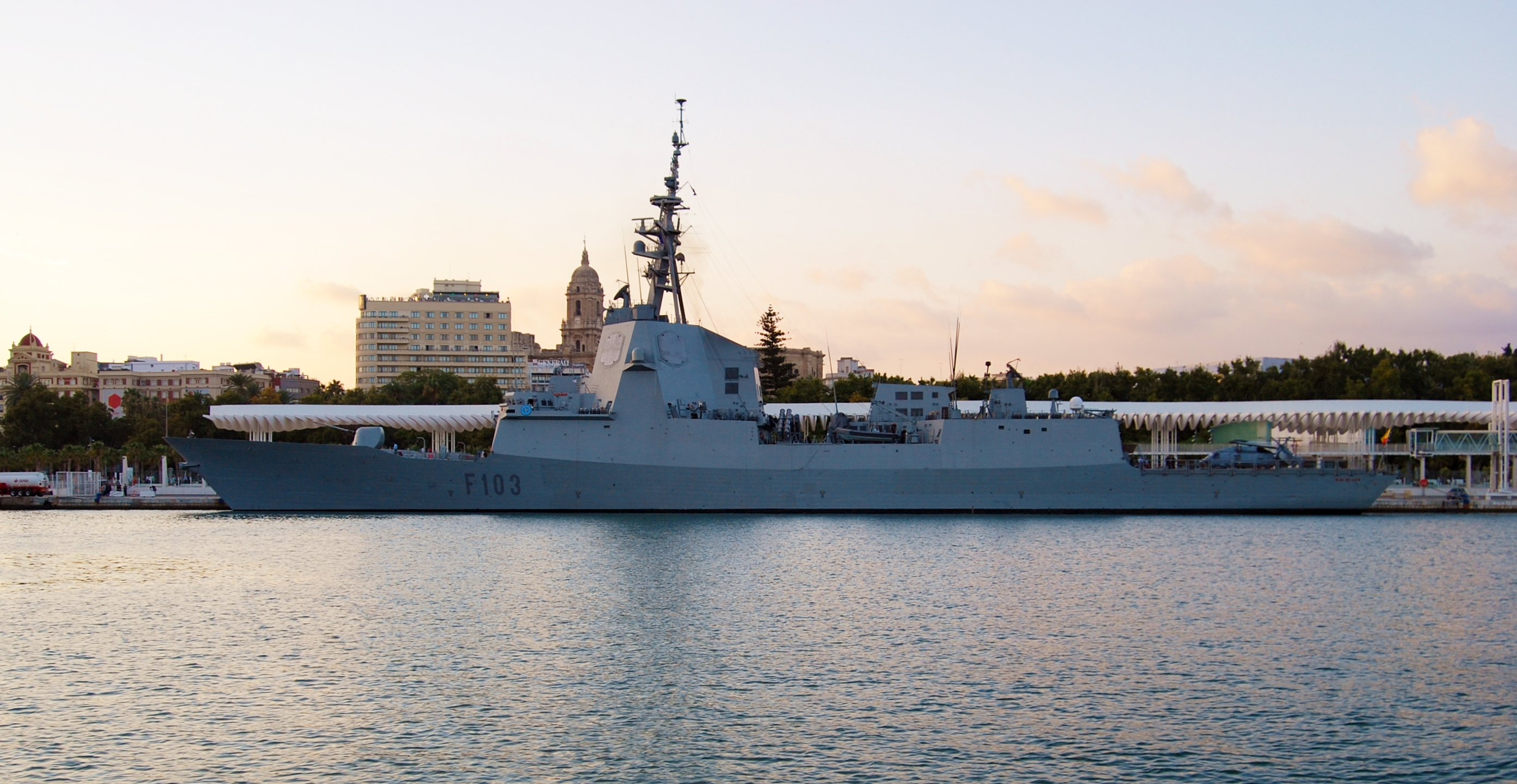
Blas de Lezo 號
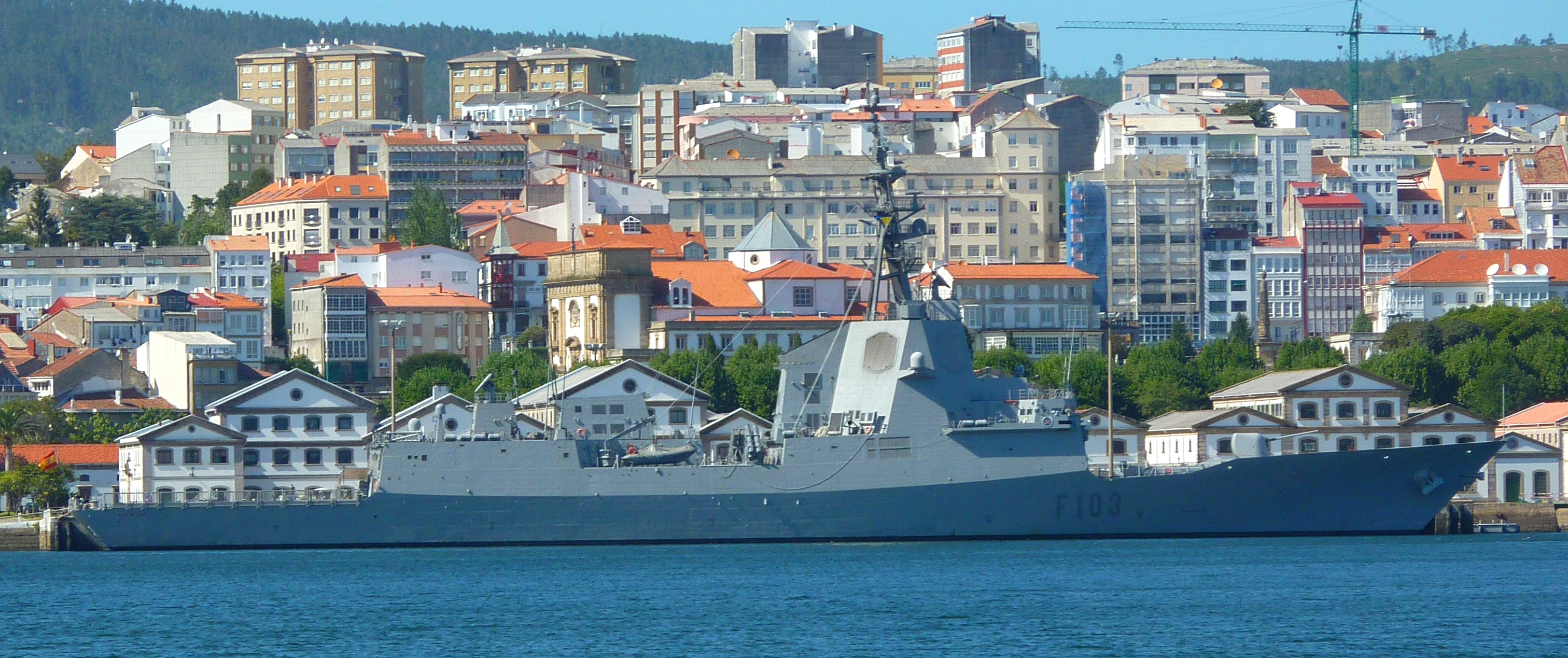
Blas de Lezo 號
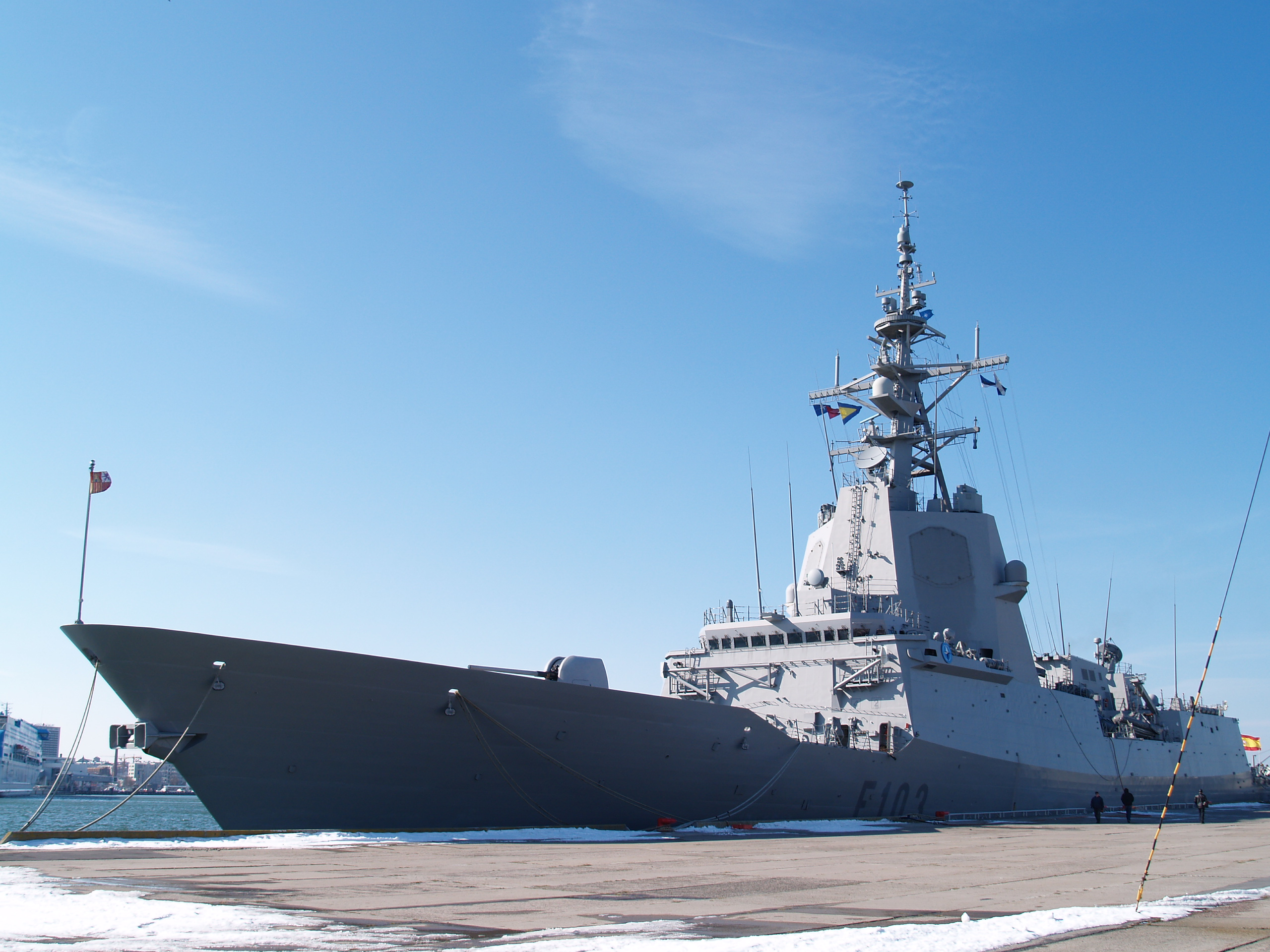
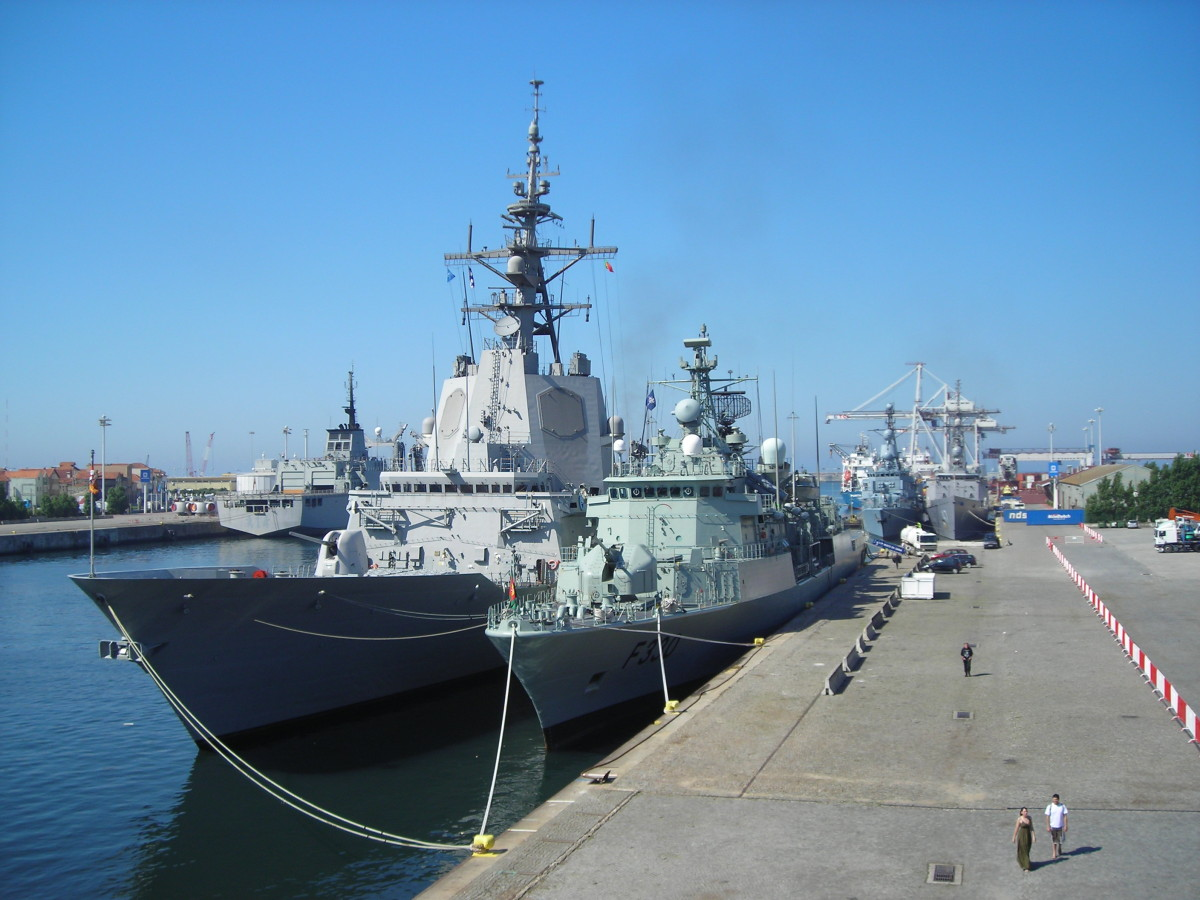
F 103（前外檔）與葡萄牙海軍瓦斯科·達伽馬號F330（前內檔），後方為德國海軍Lübeck（F-214）和美國海軍FFG-47
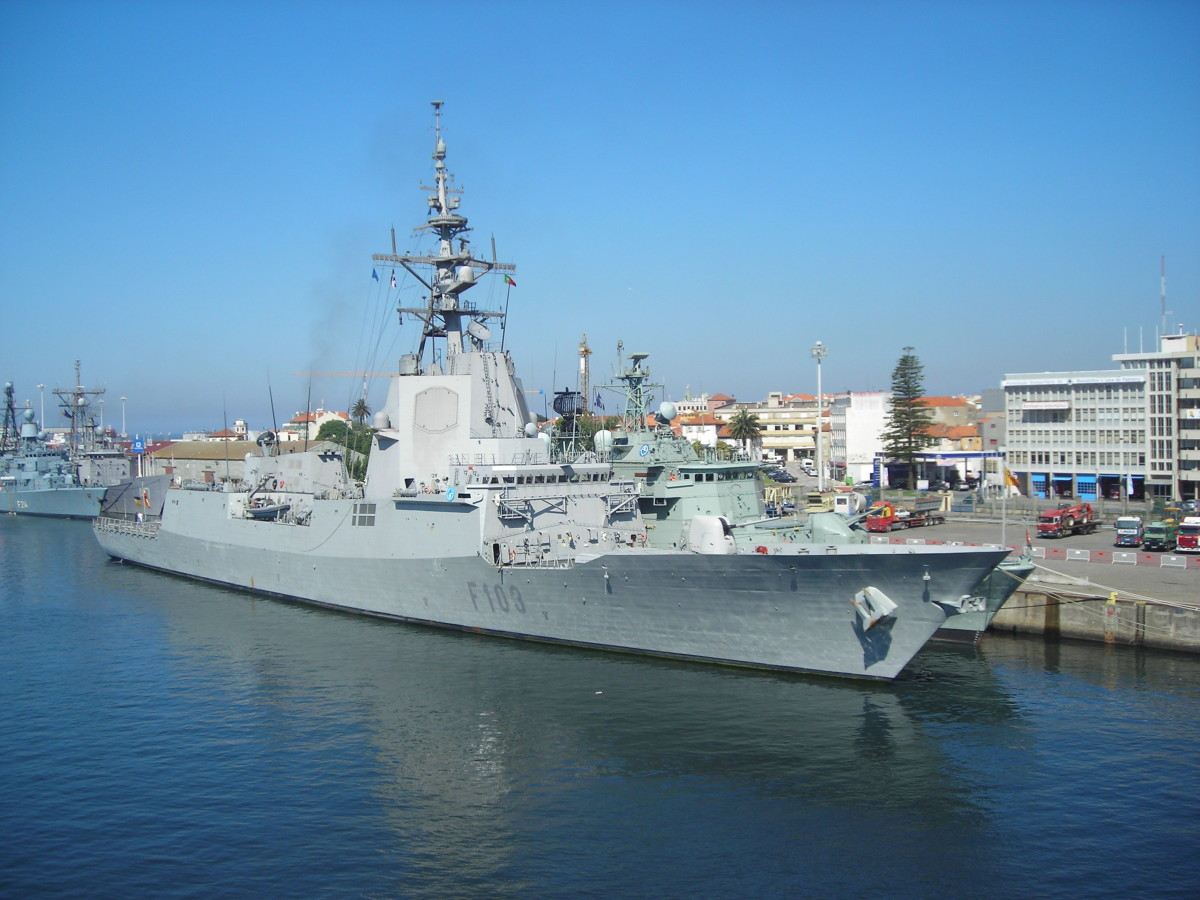
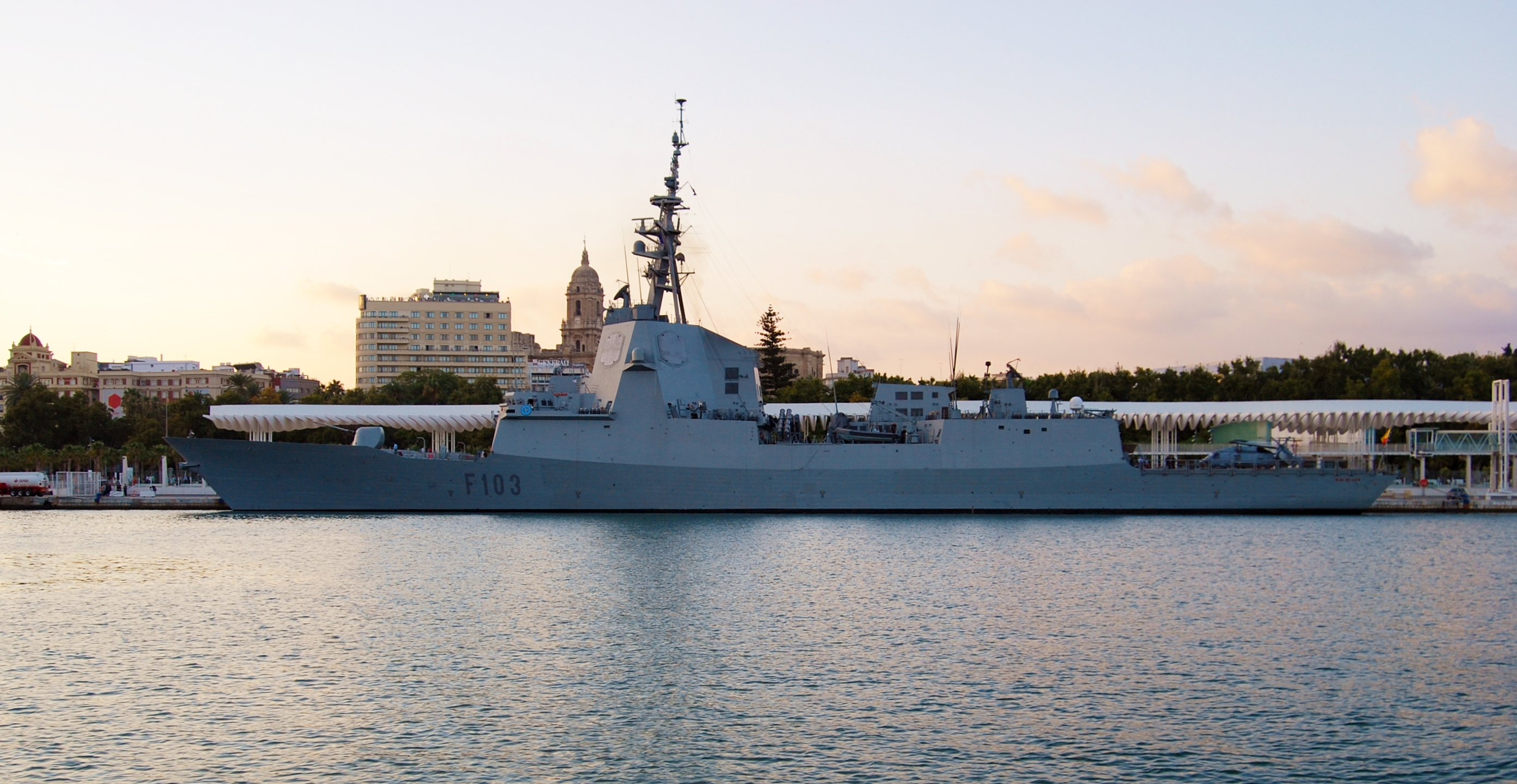

F-104

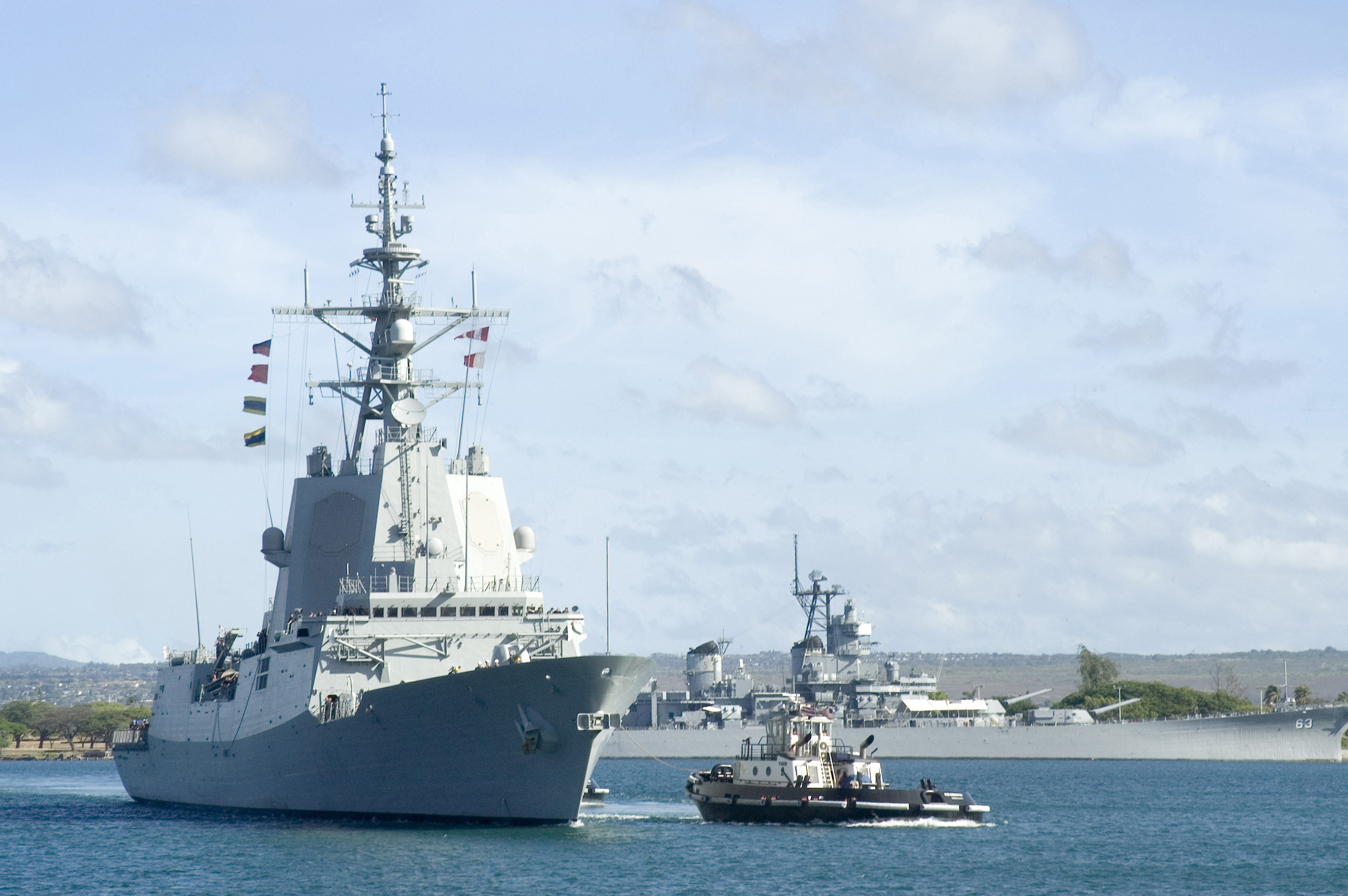
Mendez Nunez  號（F104）
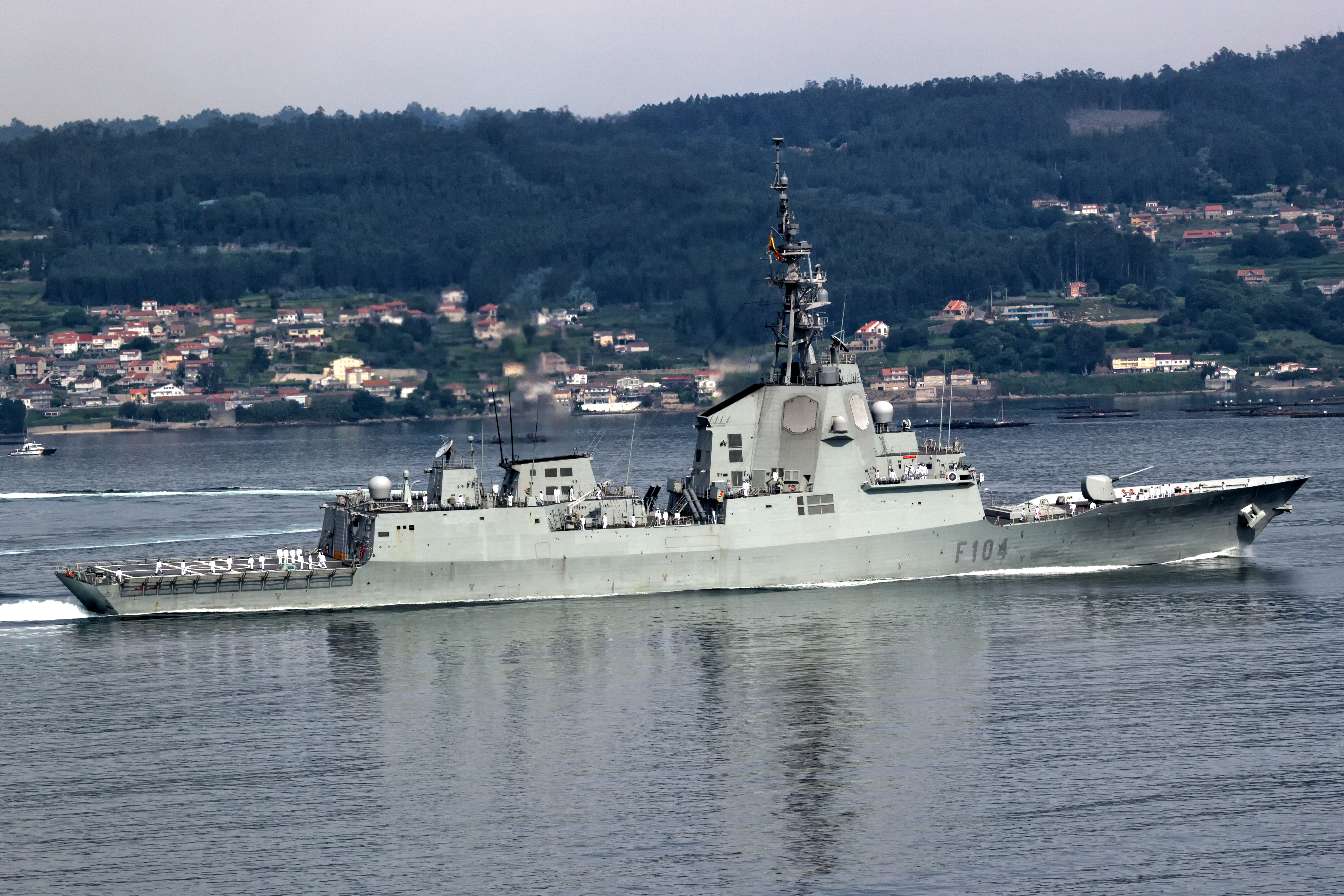
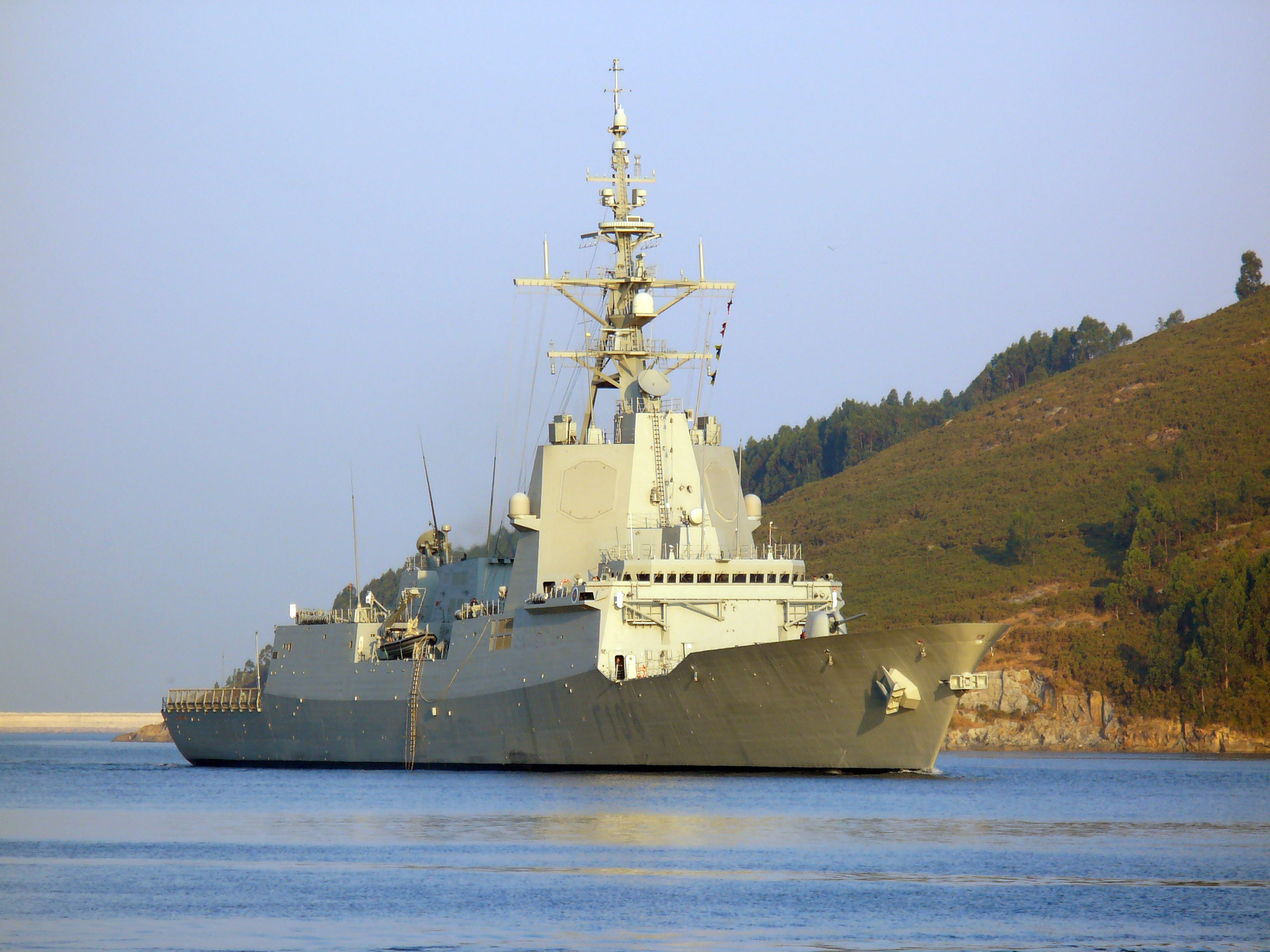
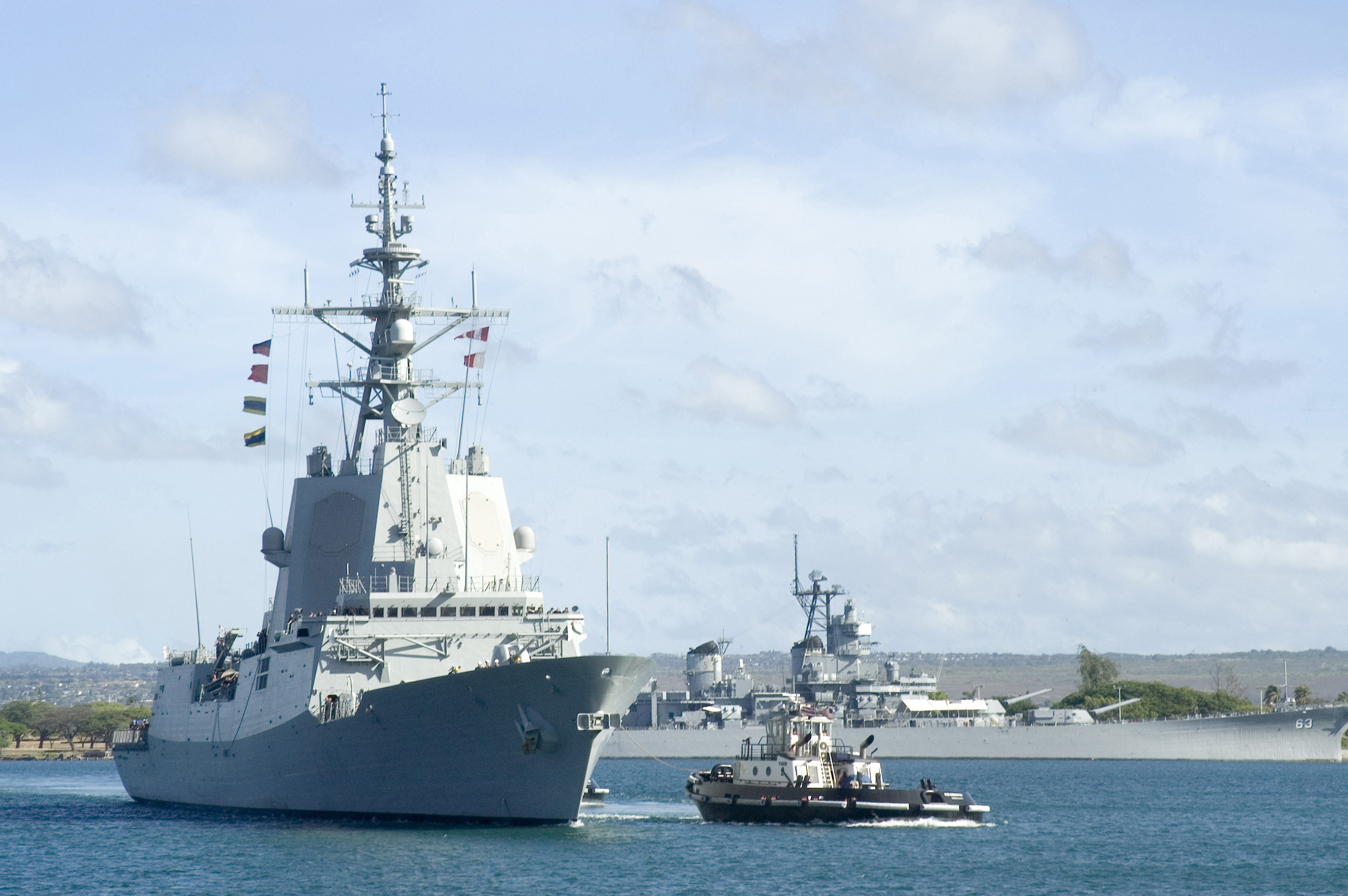
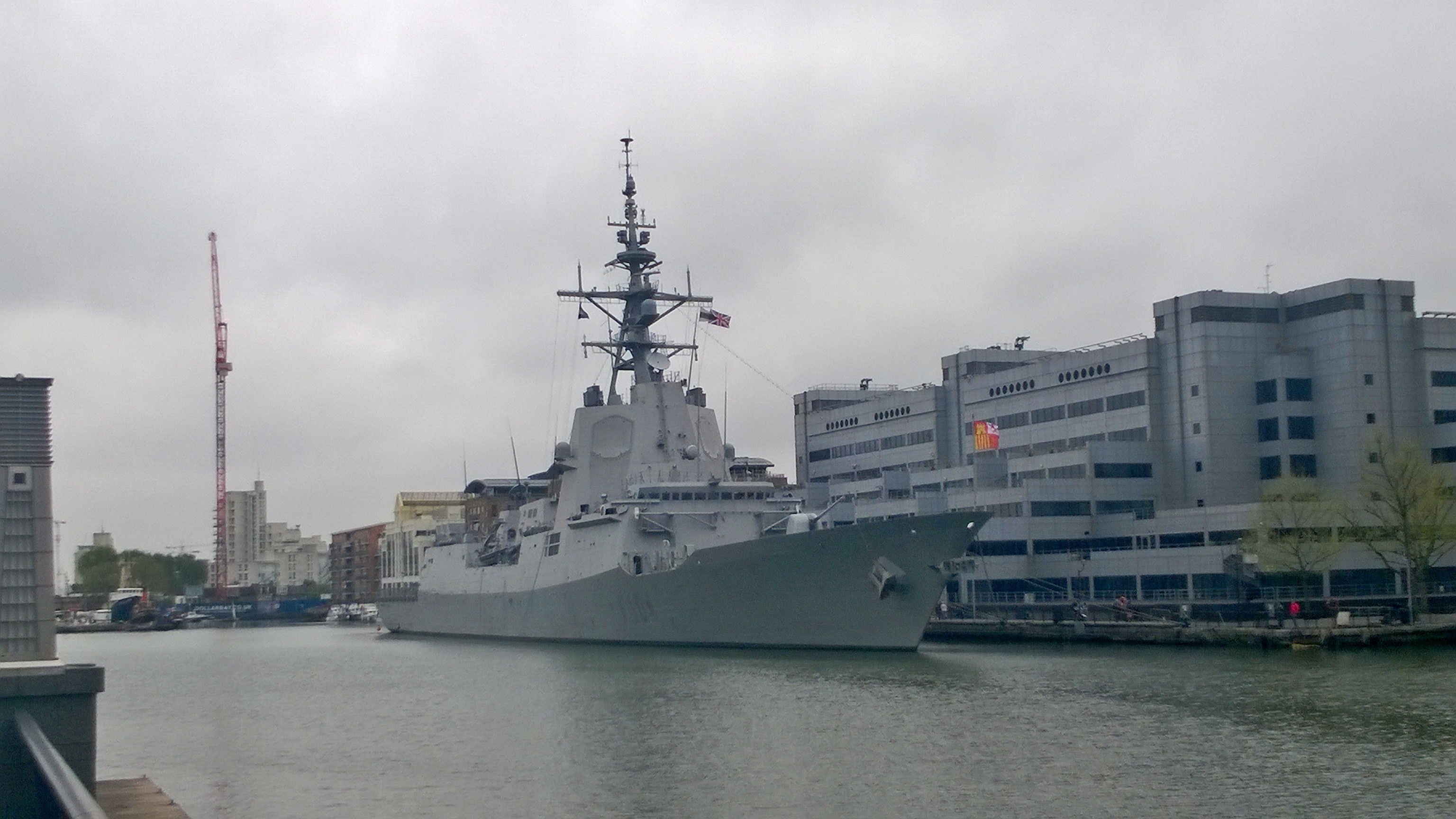
攝於倫敦

F-105

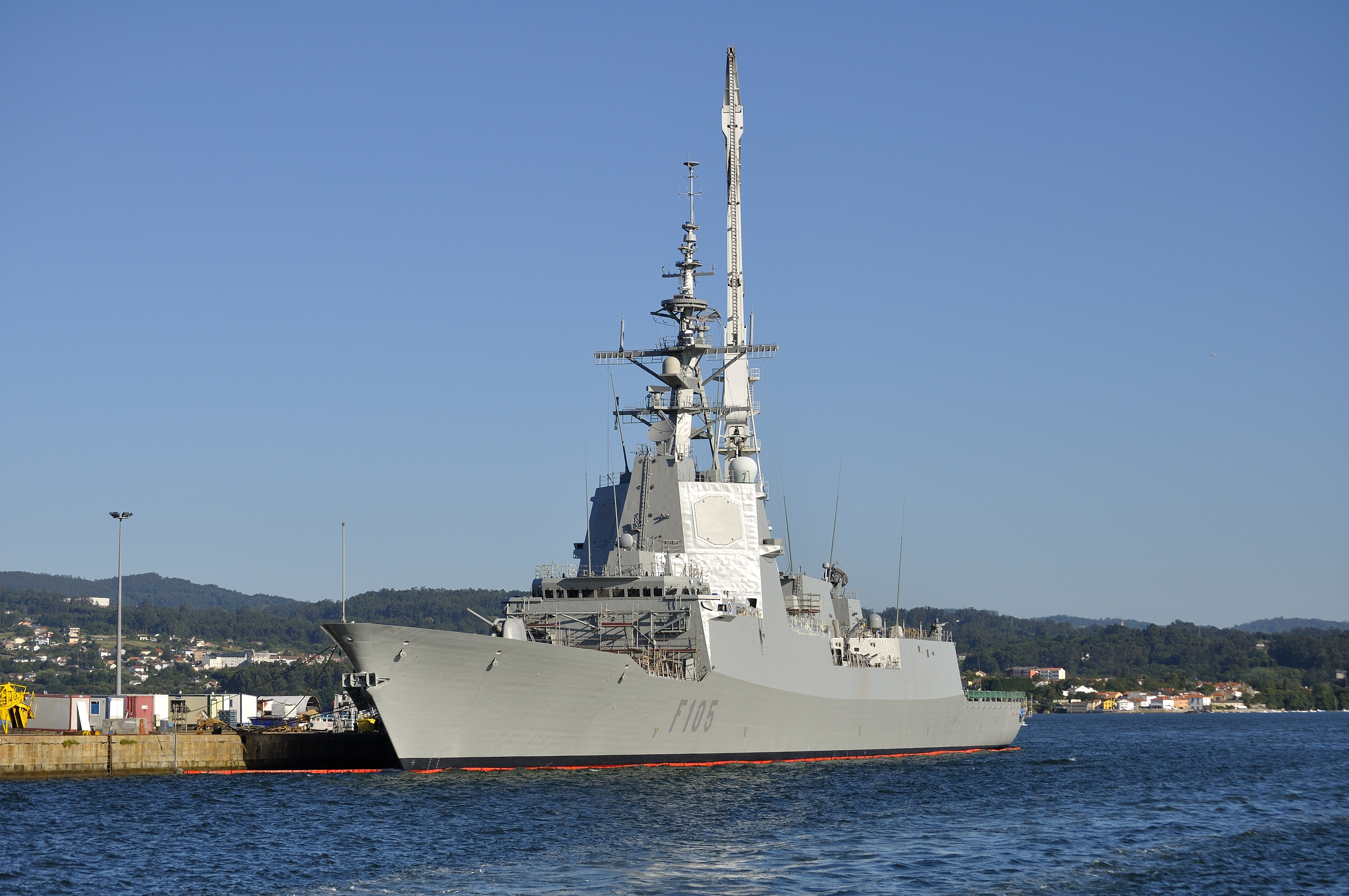
Cristobal Colon 號（F105）
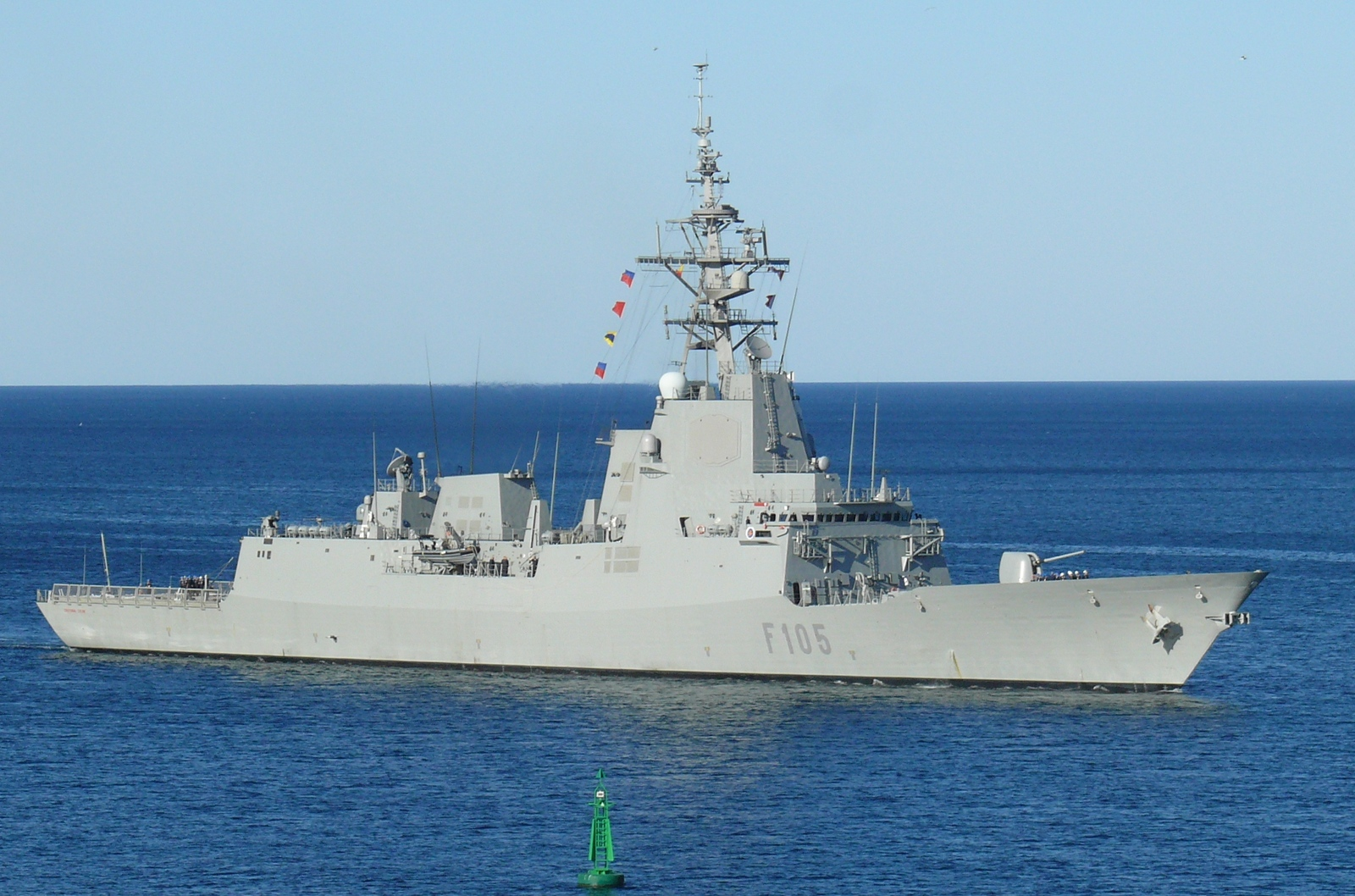

### 相關
- 西班牙軍事
- 西班牙海軍
- 波尼法斯級巡防艦 西班牙
- 霍巴特級驅逐艦 （外銷型）
- 南森級巡防艦 挪威（外銷型）
- 薩克森級巡防艦 德国（原共同研發）
- 七省級巡防艦 荷蘭（原共同研發）

#### 歐洲的類似巡防艦
- 伊萬·休特菲爾德級巡防艦 丹麦
- 戈爾什科夫海軍元帥級巡防艦 俄羅斯
- 歐洲多用途巡防艦 法國/ 義大利

## 外部連結
- Armada Española （页面存档备份，存于）
- Spanish Navy （页面存档备份，存于） page on Andrew Toppan's Haze Gray and Underway
- See Armada Española Photos
- Spanish Ship Joins TR Strike Group
- Spain: Frigate not involved in combat
- Navy unveils $11b warship contract （页面存档备份，存于）, Australian Broadcasting Corporation, accessed 20 June, 2007.